# Cary Grant
Cary Grant (nascido Archibald Alec Leach; 18 de janeiro de 1904 - 29 de novembro de 1986) foi um ator inglês e americano. Conhecido por seu sotaque transatlântico, comportamento jovial, abordagem despreocupada na atuação e timing cômico, ele foi um dos protagonistas definitivos da Hollywood clássica. Sendo indicado duas vezes ao Oscar e posteriormente recebendo um Oscar Honorário em 1970 e a Honra do Kennedy Center em 1981. Cary Grant foi nomeado o segundo maior astro masculino da Era de Ouro de Hollywood pelo American Film Institute em 1999.
Grant nasceu em uma família pobre em Bristol, teve uma infância infeliz marcada pela ausência materna e o alcoolismo de seu pai. Ele se sentiu atraído pelo teatro ainda jovem, quando visitou o Hipódromo de Bristol. Aos 16 anos, o futuro intérprete foi artista de palco com a Pender Troupe para uma turnê pelos EUA. Depois de uma série de apresentações de sucesso na cidade de Nova York, decidindo ficar por lá. Estabelecendo-se no vaudeville na década de 1920 viajando pelos Estados Unidos antes de se mudar para Hollywood no início de 1930.
O ator apareceu inicialmente em filmes policiais e dramáticos, como Blonde Venus (1932) e She Done Him Wrong (1933), mas depois ganhou renome por suas atuações em comédias românticas malucas como The Awful Truth (1937), Bringing Up Baby (1938), His Girl Friday (1940) e The Philadelphia Story (1940). Esses longa-metragem são frequentemente citados entre as maiores comédias de todos os tempos. Outros filmes conhecidos em que estrelou neste período foram a aventura Gunga Din (1939), a comédia de humor negro Arsenic and Old Lace (1944) e os dramas Only Angels Have Wings (1939), Penny Serenade (1941) e None but the Lonely Heart (1944), pelo dois últimos foi indicado ao Oscar de Melhor Ator. Durante as décadas de 1940 e 1950, o intérprete teve uma estreita relação de trabalho com o diretor Alfred Hitchcock, que o escalou para quatro filmes: Suspicion (1941), Notorious (1946), Ladrão de Casaca (1955) e North by Northwest (1959). Para os dramas de suspense Suspicion e Notorious, Grant assumiu personagens mais sombrios e moralmente ambíguos, ambos desafiando a persona do ator na mídia e suas habilidades. Perto do fim de sua carreira, ele estrelou os românticos Indiscreet (1958), Operation Petticoat (1959), That Touch of Mink (1962) e o seu último filme de grande destaque, Charade (1963). Ele é lembrado pelos críticos por seu apelo incomum de ser amplo como um ator bonito e suave que não se levava muito a sério e, em comédias, era capaz de ser brincalhão em cena com bastante dignidade sem soar constrangedor.
Grant foi casado cinco vezes, três delas foram com as atrizes Virginia Cherrill (1934-1935), Betsy Drake (1949-1962) e Dyan Cannon (1965-1968). Com Cannon teve uma filha, Jennifer Grant. Aposentou-se da carreira cinematográfica em 1966 e dedicou-se a diversos negócios, representando a empresa de cosméticos Fabergé e integrando o conselho de produção da Metro-Goldwyn-Mayer. Faleceu de um derrame em 1986, aos 82 anos.

## Infância e educação
Archibald Alec Leach nasceu em 18 de janeiro de 1904, em 15 Hughenden Road no bairro de Horfield, um subúrbio do município Bristol. Ele foi o segundo filho de Elias James Leach e Elsie Maria Leach. Seu pai trabalhava como passador de alfaiate em uma fábrica de roupas, enquanto sua mãe era costureira. O irmão mais velho de Grant, John William Elias Leach, morreu de meningite tuberculosa dois dias antes de seu primeiro aniversário. O ator pode ter se considerado na época parcialmente judeu, sua infância foi dita por ele como infeliz: o pai era alcoólatra e a sua mãe sofria de depressão clínica.

Ele teve uma infância tão traumática, foi horrível. Trabalho com muitas crianças de rua e já ouvi muitas histórias sobre o que acontece quando uma família se desfaz — mas a dele foi simplesmente horrível.

—Dyan Cannon sobre a infância de Cary Grant
A mãe de Grant lhe ensinou canto e dança quando ele tinha quatro anos, e ela estava entusiasmada para que seu filho aprendesse a tocar piano. Ela ocasionalmente o levava ao cinema, onde ele apreciava os filmes de Charlie Chaplin, Chester Conklin, Fatty Arbuckle, Ford Sterling, Mack Swain e Broncho Billy Anderson. A família mudou-se quando o artista tinha 4 anos, e ele passou a estudar na Bishop Road Primary School. Apesar de já ter se mudado mais de seis vezes de endereços durante toda a sua infância, o ator ainda comenta que sua época na Bishop Road como os "dias mais felizes" dos seus tempos de criança.
O biógrafo de Grant, Graham McCann, afirmou que sua mãe "não sabia como lhe dar afeto e também não sabia como recebê-lo". Enquanto Geoffrey Wansell observa que a progenitora do ator culpou-se amargamente pela morte do irmão de Grant, John, e nunca se recuperou disso. Grant reconheceu que suas experiências negativas com sua mãe iriam afetar seus relacionamentos com mulheres mais tarde na vida. Ela desaprovou o álcool, tabaco e reduzia sua mesada por pequenos deslizes. O intérprete atribuiu sua superproteção ao falecimento precoce do irmão mais velho dele, temendo perdê-lo desde cedo.
Quando Grant tinha nove anos, seu pai colocou sua mãe no Hospital Glenside, um hospício e disse ao filho que ela tinha ido embora em "longas férias", declarando mais tarde que ela havia morrido. O ator cresceu ressentido com sua mãe, especialmente depois de ser informado de que ela havia deixado a família. Depois que Elsie foi institucionalizada, eles se mudaram para a casa da avó em Bristol. Após completar dez anos, seu progenitor casou-se novamente começando uma nova família. Grant não soube que sua mãe ainda estava viva até os 31 anos, com Elias confessando a mentira pouco antes de sua própria morte. O intérprete fez acordos com a instituição hospitalar para que sua mãe deixasse a instituição em junho de 1935, logo após saber de seu paradeiro e desde então a visitava regularmente.
Grant adorava frequentar o teatro, especialmente pantomimas no Natal, que ele assistia regularmente com seu pai. Nesta época, fez amizade com uma trupe de dançarinos acrobáticos conhecida como The Penders ou Bob Pender Stage Troupe. Posteriormente, treinou como um andarilho sobre pernas de pau e começou a fazer turnês com eles. Jesse Lasky (produtor da Broadway na época) viu Grant se apresentar no teatro Wintergarten em Berlim por volta de 1914.

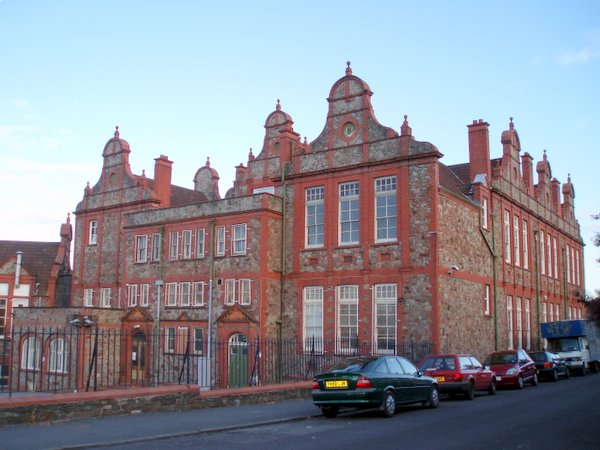
A Fairfield Grammar School, escola que Cary Grant estudou de 1915 até 1918

Em 1915, o ator ganhou uma bolsa de estudos para estudar na Fairfield Grammar School em Bristol, embora seu pai mal pudesse pagar o uniforme. Ele conseguiu boas avaliações na maioria das disciplinas acadêmicas,  mas se destacava nos esportes e com ajuda de sua boa aparência ao lado de suas habilidades acrobáticas o tornaram uma figura popular na instituição. Desenvolveu uma reputação de aluno travesso e na maioria das vezes se recusava a fazer o dever de casa. Um ex-colega de classe chamou ele de "menino desleixado", enquanto um antigo professor se lembrava do "menino travesso que sempre fazia barulho na última fileira e nunca fazia o dever de casa".
Ele passava as noites trabalhando nos bastidores dos teatros de Bristol e aos 13 anos, foi responsável pela iluminação do mágico David Devant no Bristol Empire em 1917 começando a ir ao lugar na medida do possível. E se ofereceu para trabalhar no verão como mensageiro e guia nas docas militares em Southampton, pois se sentia infeliz dentro de casa. O tempo passado no local fortaleceu seu desejo de viajar; ele estava ansioso para deixar Bristol e tentou se alistar como grumete de navio, mas foi descartado por ser muito jovem.
Em 13 de março de 1918, foi expulso de Fairfield aos 14 anos. Várias explicações foram dadas, incluindo a de ter sido descoberto no banheiro feminino e a de ajudar outros dois colegas de classe com um roubo na cidade vizinha de Almondsbury. Wansell afirma que Grant havia decidido intencionalmente ser expulso da escola para seguir carreira no entretenimento com a trupe que após três dias de expulsão juntou-se a eles. Seu pai tinha um emprego melhor remunerado em Southampton, e a expulsão de Grant levou as autoridades locais à porta de Pender com perguntas sobre por que ele estava morando em Bristol e não com seu pai em Southampton. O progenitor de Grant então assinou um contrato de três anos entre seu filho e Pender que estipulava o salário semanal do adolescente, juntamente com alojamento e alimentação, aulas de dança e outros treinamentos para sua profissão até os 18 anos. Havia também uma disposição no contrato para aumentos salariais com base no desempenho dele.

## Carreira novaudeville

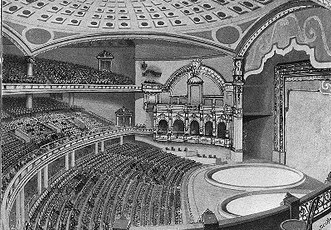
O New York Hippodrome onde Grant interpretava pantomima

A Trupe Pender começou a fazer turnês pelo país, e a pantomima de Grant desenvolveu suas próprias habilidades físicas, ampliando o alcance de sua atuação. O grupo viajou no RMS Olympic para conduzir uma turnê pelos Estados Unidos em 21 de julho de 1920, quando ele tinha 16 anos, chegando uma semana depois. O biógrafo Richard Schickel descobriu que Douglas Fairbanks e Mary Pickford estavam a bordo do mesmo navio retornando de sua lua de mel; Grant disputou shuffleboard com Fairbanks, virando um importante esporte para ele. Depois de chegar a Nova York, eles se apresentaram no New York Hippodrome , o maior teatro do mundo daquela época, com capacidade para 5.697 pessoas. A trupe se apresentando por nove meses, fazendo 12 shows por semana, e tiveram uma produção musical de sucesso chamado Good Times.

Fazer stand-up é extremamente difícil. Seu ritmo precisa mudar de show para show e de cidade para cidade. Você está sempre se adaptando ao tamanho do público e do teatro.

—Grant sobre comédia stand-up.
Grant tornou-se membro do circuito de vaudeville e começou a fazer turnês, apresentando-se em cidades como St. Louis, Cleveland e Milwaukee, por fim decidindo ficar nos Estados Unidos com vários dos outros colegas enquanto o resto da trupe retornaram à Grã-Bretanha. Ele se apegou aos Irmãos Marx durante este período e Zeppo Marx foi uma das primeiras inspirações para sua carreira. Em julho de 1922, apresentou-se em um grupo chamado "Knockabout Comedians" no Palace Theatre na Broadway. O artista formou outro grupo naquele verão chamado "The Walking Stanleys" com vários dos ex-membros da Pender Troupe, e estrelando um show de variedades chamado "Better Times" no Hipódromo no final do ano. Enquanto servia como acompanhante pago para a cantora de ópera Lucrezia Bori em uma festa na Park Avenue, Grant conheceu George C. Tilyou Jr., cuja família era dona do Steeplechase Park. Ao saber de sua experiência acrobática, Tilyou o contratou para trabalhar como andador de pernas de pau conseguindo atrair grandes multidões no recém-inaugurado Coney Island Boardwalk , vestindo um sobretudo brilhante e um cartaz de sanduíche que anunciava o parque de diversões.

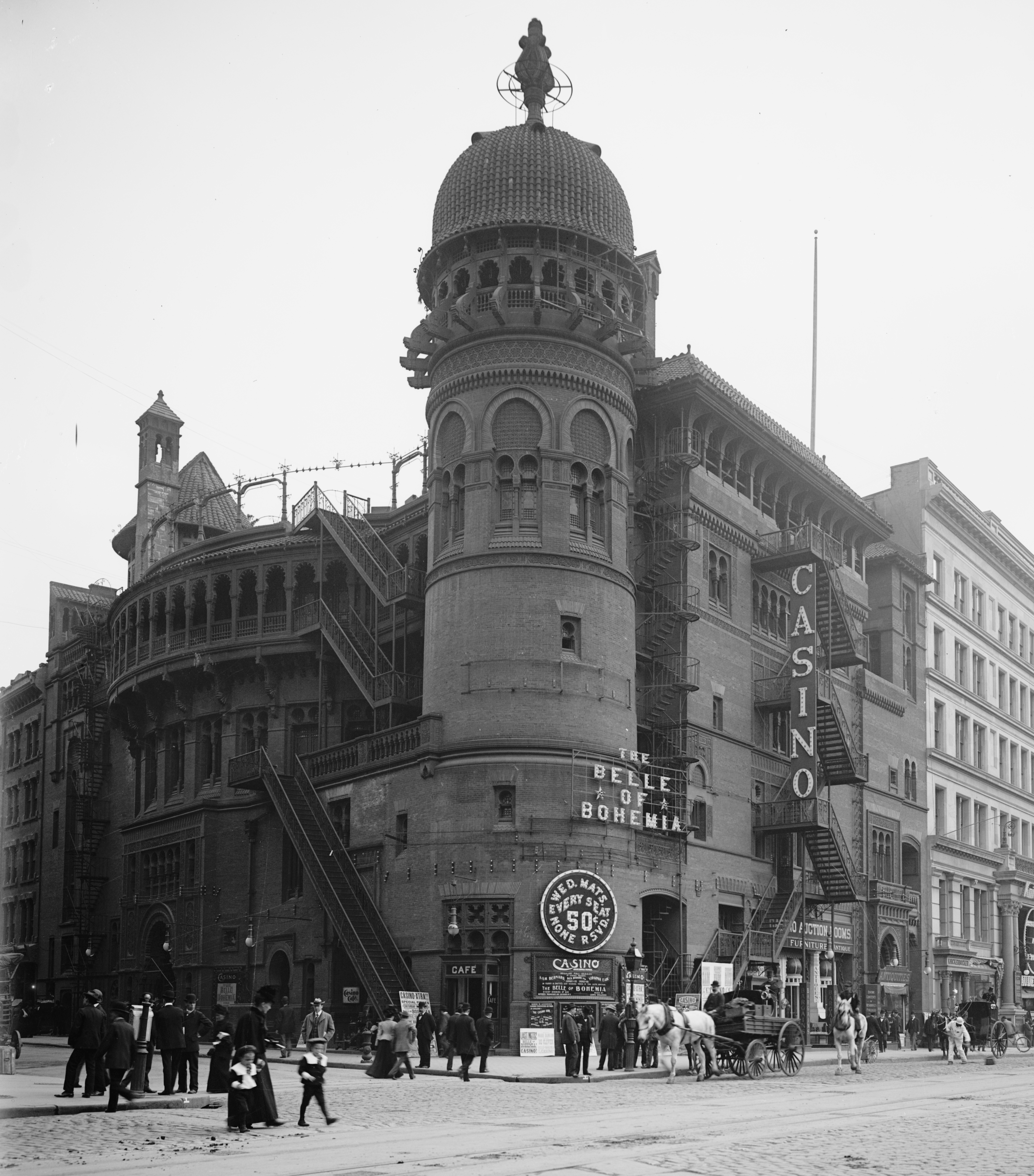
O Casino Theater da Broadway na 39th Street, em que Grant interpretou com Shubert's "Boom-Boom"

Grant passou os próximos dois anos em turnê pelos Estados Unidos com "The Walking Stanleys". Ele visitou Los Angeles pela primeira vez em 1924, deixando uma impressão duradoura nele. O grupo se separou e o artista retornou a Nova York, onde começou a se apresentar no National Vaudeville Artists Club na West 46th Street, fazendo esquetes cômicas, malabarismo, acrobacias e como "Rubber Legs" (andar de monociclo). Esta experiência foi particularmente exigente, mas deu ao ator a oportunidade de aprimorar sua técnica cômica e desenvolver habilidades que o beneficiaram mais tarde em Hollywood.
Grant se tornou um protagonista ao lado de Jean Dalrymple e decidiu formar a "Jack Janis Company", que começou a fazer shows de vaudeville. Ele às vezes era confundido com um australiano durante esse período e era apelidado de "Kangaroo" ou "Boomerang", seu sotaque parecia ter mudado como resultado da mudança para Londres com a trupe Pender e do trabalho em tantos music halls no Reino Unido e nos EUA, eventualmente desenvolvendo uma espécie de dialeto transatlântico. Em 1927, o intérprete foi escalado como um australiano no musical Golden Dawn de Reggie Hammerstein pelo qual ganhava US$ 75 por semana. O show não foi bem recebido, mas durou 184 apresentações e vários críticos começaram a notar o artista como o "novo juvenil agradável" ou "jovem recém-chegado competente".
Em 1928, ele se juntou à William Morris Agency e recebeu de Hammerstein outro papel juvenil em sua peça Polly, outra produção malsucedida. Um crítico escreveu que Grant "tem um físico masculino forte, mas infelizmente não consegue realçar a beleza da trilha sonora". Wansell observa que a pressão do fracassado começou a deixá-lo preocupado, e o ator acabou sendo retirado da temporada após seis semanas de críticas negativas. Apesar do contratempo, o rival de Hammerstein, Florenz Ziegfeld, tentou comprar o contrato de Grant, mas Hammerstein o vendeu para os irmãos Shubert.
JJ Shubert o escalou para um pequeno papel como um espanhol ao lado de Jeanette MacDonald na comédia picante francesa Boom-Boom no Casino Theatre na Broadway, que estreou em 28 de janeiro de 1929, dez dias após seu 25º aniversário. MacDonald admitiu mais tarde que Grant era "absolutamente terrível no papel", mas ele exibiu um charme que o tornou querido pelas pessoas e efetivamente salvou o show do fiasco. A peça teve 72 apresentações, e o intérprete ganhava US$ 350 por semana antes de se mudar para Detroit e depois para Chicago.

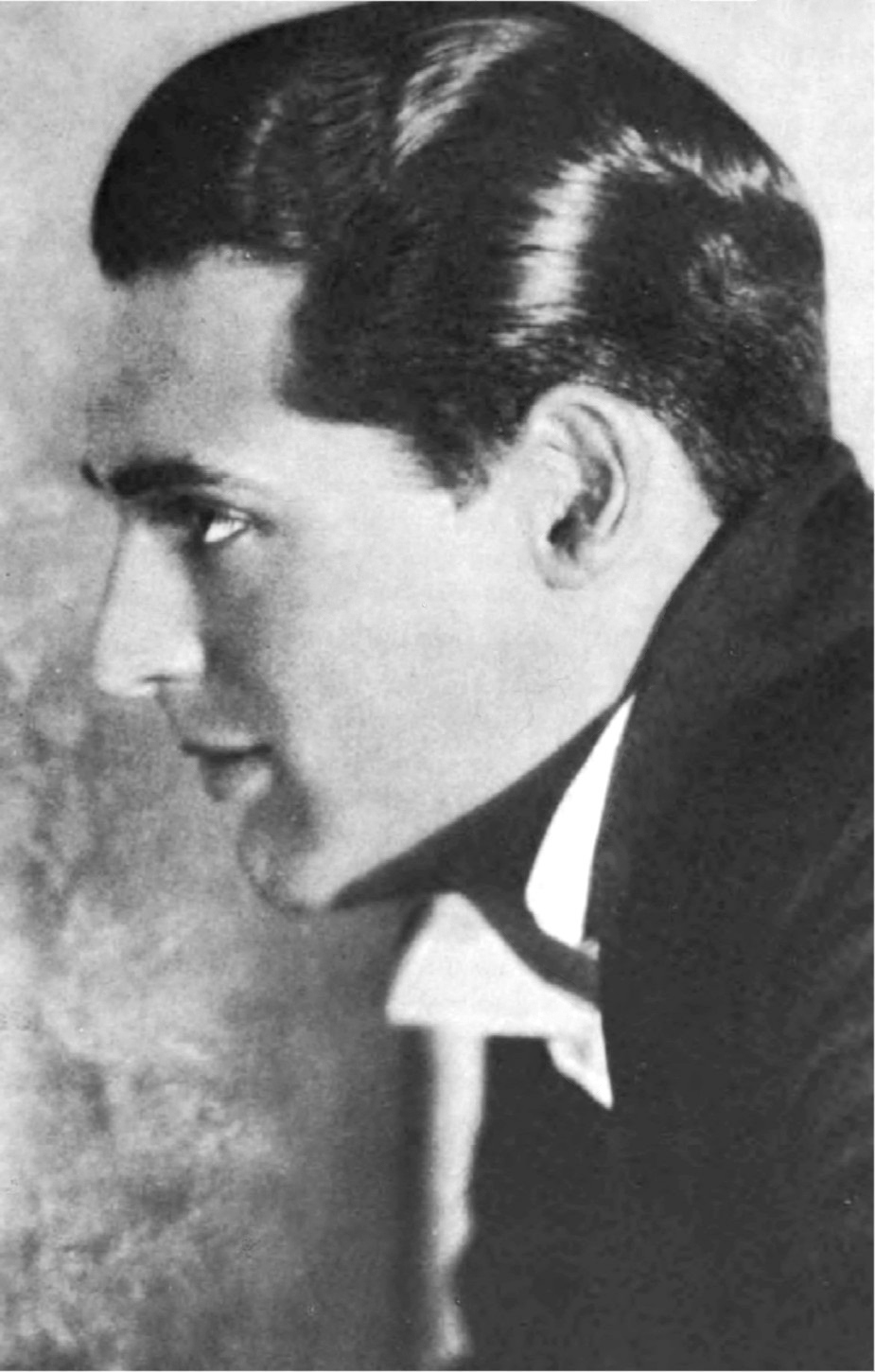
O artista em 1930

Para se consolar, Grant comprou um Packard Sport Phaeton de 1927. Ele visitou seu meio-irmão Eric na Inglaterra e retornou a Nova York para interpretar o papel de Max Grunewald em uma produção dos Shubert intitulada de A Wonderful Night. Estreou no Majestic Theatre em 31 de outubro de 1929, dois dias após a Quinta-feira negra e durou até fevereiro de 1930 com 125 apresentações. A peça recebeu críticas mistas; um crítico negativou sua atuação, comparando-a a uma "mistura de John Barrymore e cockney", enquanto outro anunciou que ele havia trazido um "sopro da Broadway élfica" para o papel. O artista achou difícil formar relacionamentos com mulheres, observando que "nunca parecia capaz de se comunicar totalmente com elas", mesmo depois de muitos anos "cercado por todos os tipos de garotas atraentes" nos teatros, na estradas e em toda Nova York.
Em 1930, Grant excursionou por nove meses em uma peça do musical The Street Singer. Terminou no início de 1931, e os Shuberts o convidaram para passar o verão se apresentando no palco do The Muny em St. Louis, Missouri; ele apareceu em 12 produções diferentes, fazendo 87 apresentações. Recebendo elogios de jornais locais por essas performances, ganhando a reputação de um protagonista romântico. Influências significativas em sua atuação neste período foram Gerald du Maurier, AE Matthews, Jack Buchanan e Ronald Squire. O ator admitiu que foi atraído para a área de atuação por causa de uma "grande necessidade de ser querido e admirado".
Ele acabou sendo demitido pelos Shuberts no final da temporada de verão, quando se recusou a aceitar um corte salarial devido às dificuldades financeiras causadas pela Grande Depressão. Seu desemprego durou pouco, no entanto; o empresário William B. Friedlander ofereceu-lhe o papel romântico principal em seu musical Nikki e Grant estrelou ao lado de Fay Wray como um soldado na França pós-Primeira Guerra Mundial. A produção estreou em 29 de setembro de 1931, em Nova York, mas foi interrompida após apenas 39 apresentações devido aos efeitos da Depressão.

## Carreira cinematográfica

### 1932–1936: estreia e primeiros papéis

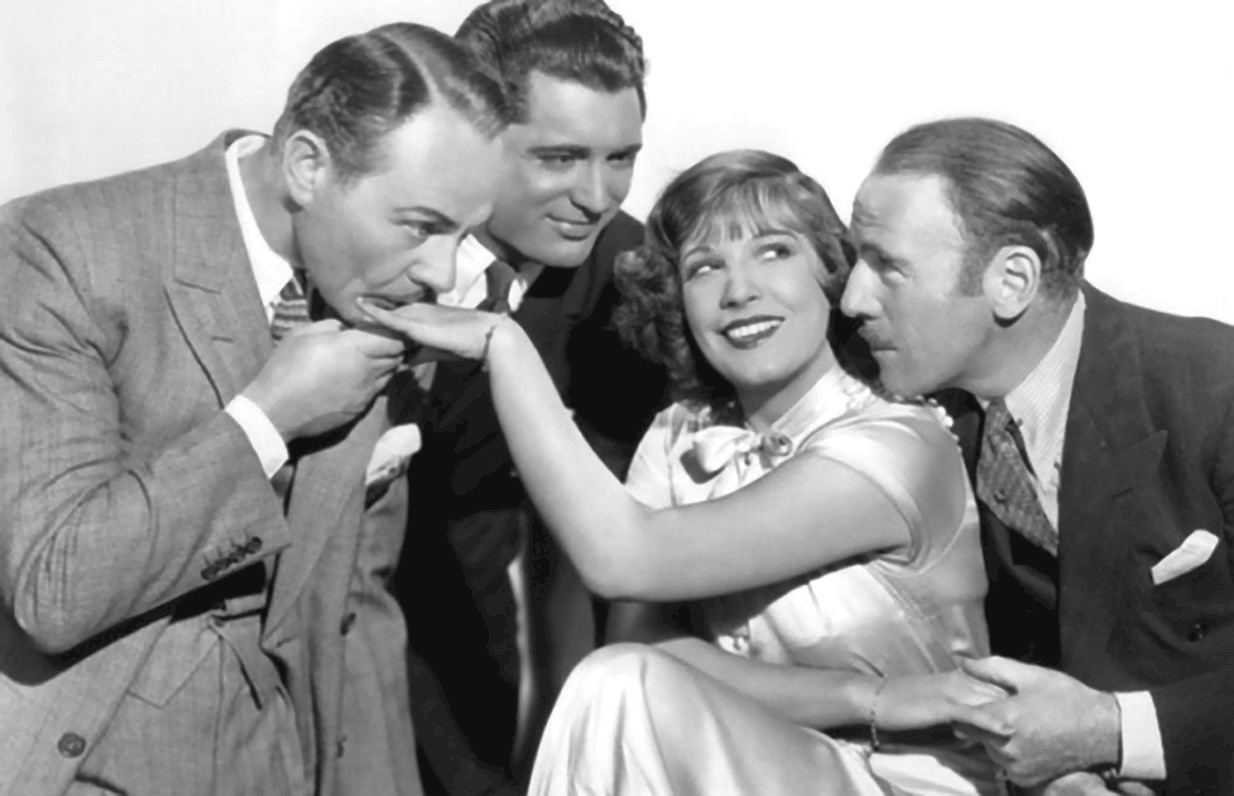
Cary Grant Com Roland Young (direita), Lili Damita (centro) e Charlie Ruggles (extrema esquerda) em seu filme de estreia This is the Night (1932)

O papel de Grant em Nikki foi elogiado por Ed Sullivan do The New York Daily News que observou que o "jovem rapaz da Inglaterra" teria "um grande futuro no cinema". O comentário de Sullivan levou a Grant realizar outro teste pela Paramount Publix, resultando em uma aparição como um marinheiro em Singapore Sue (1931), um curta-metragem de dez minutos dirigido por Casey Robinson. O ator interpretou suas falas "sem qualquer convicção", de acordo com McCann. Através de Robinson, o artista se encontrou com Jesse L. Lasky e BP Schulberg, o cofundador e gerente geral da Paramount Pictures respectivamente. Após um encontro bem-sucedido com Marion Gering, Schulberg assinou um contrato com Grant, de 27 anos, em 7 de dezembro de 1931, por cinco anos com um salário inicial de US$ 450 por semana. O empresário exigiu que ele mudasse seu nome para "algo que soasse mais americano, como Gary Cooper", e eles finalmente concordaram em Cary Grant.
Grant decidiu se estabelecer como o que McCann chama de "epítome do glamour masculino" e inspirou-se na atuação de Douglas Fairbanks. McCann observa que a carreira do intérprete em Hollywood decolou imediatamente porque ele exibia um "charme genuíno", que o fazia se destacar entre os outros galãs da época, tornando "notavelmente fácil encontrar pessoas dispostas a apoiar sua carreira". O artista fez sua estreia no cinema com a comédia dirigida por Frank Tuttle, This is the Night (1932), interpretando um lançador de dardo olímpico ao lado de Thelma Todd e Lili Damita. O ator desgostou do papel e ameaçou sair de Hollywood mas para a sua surpresa um crítico da Variety elogiou sua atuação e achou que ele parecia uma "potencial femme rave".
Em 1932, Grant interpretou um playboy rico ao lado de Marlene Dietrich em Blonde Venus de Josef von Sternberg. O personagem é descrito por William Rothman como projetando o "tipo distinto de masculinidade não machista que o capacitaria a encarnar um homem capaz de ser um herói romântico". O intérprete entrava em conflito com o diretor durante as filmagens e os dois discutiam em alemão. Grant passou a incorporar vários playboys no cinema após este filme: Merrily We Go to Hell ao lado de Fredric March e Sylvia Sidney, Devil and the Deep, com Tallulah Bankhead, Gary Cooper e Charles Laughton (Cooper e Grant não tiveram cenas juntos), Hot Saturday, ao lado de Nancy Carroll e Randolph Scott, e Madame Butterfly com Sidney. De acordo com o biógrafo Marc Eliot, embora essas obras não tenham feito de Grant uma estrela imediata, eles fizeram o suficiente para estabelecê-lo como um dos "novos atores em ascensão" de Hollywood.
Em 1933, Grant ganhou atenção midiática após aparecer nos pré-Código She Done Him Wrong e I'm No Angel, protagonizados por Mae West e a atriz mais tarde comentaria que é a responsável pelo sucesso do artista. Pauline Kael observou que o ator não parecia confiante em seu papel como diretor do Exército da Salvação em She Done Him Wrong e isso que o tornou ainda mais charmoso. O filme foi um sucesso de bilheteria, arrecadando mais de US$ 2 milhões nos Estados Unidos, e desde então ganhou muitos elogios da crítica especializada. Para I'm No Angel, o salário de Grant foi aumentado de US$ 450 para US$ 750 por semana. O longa-metragem teve uma recepção ainda maior que o antecessor estrelado pela dupla, salvando a Paramount da falência; Vermilye cita-o como uma das melhores comédia da década de 1930.
Entretanto, uma série de filmes financeiramente malsucedidos se seguiram, incluindo papéis como o presidente de uma empresa que é processado por atropelar um garoto em um acidente em Born to Be Bad (1934) para a 20th Century Fox, o cirurgião plástico de Kiss and Make-Up (1934), e um piloto cego ao lado de Myrna Loy em Wings in the Dark (1935). Em meio a relatos da imprensa sobre problemas em seu casamento com Virginia Cherrill, os financiadores da Paramount concluíram que Grant era "dispensável".

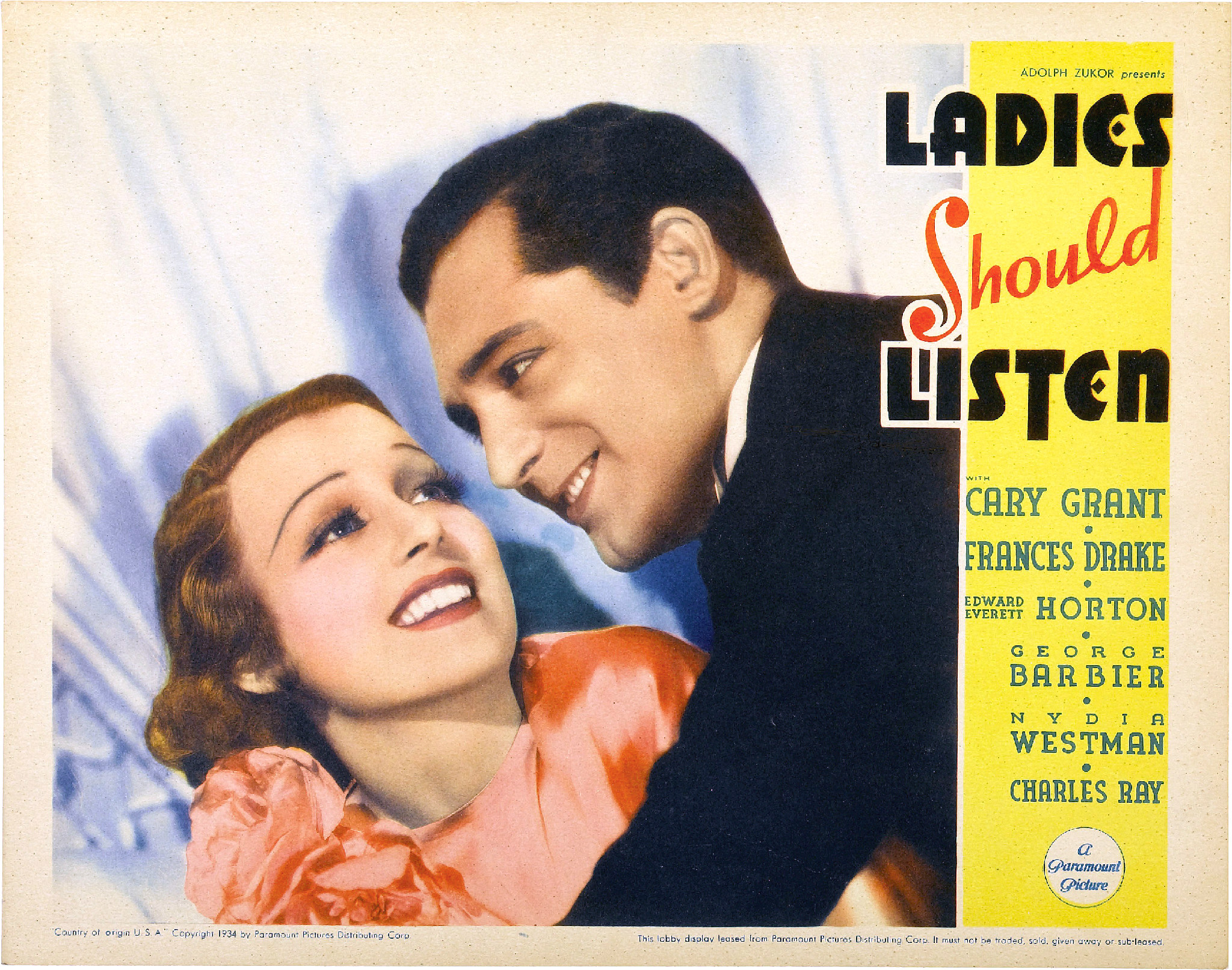
Lobby card de Ladies Should Listen (1934) com os atores Frances Drake and Grant

As perspectivas em torno do artista aumentaram na segunda metade de 1935, quando ele foi emprestado à RKO Pictures. O produtor Pandro Berman concordou em contratá-lo mesmo diante do fracasso porque "eu o vi fazer coisas excelentes, e [Katharine] Hepburn o queria também". Seu primeiro empreendimento com a RKO, interpretando um vigarista desonesto em Sylvia Scarlett (1935) de George Cukor, foi a primeira das quatro colaborações com Hepburn. Embora tenha sido um fracasso comercial, a atuação dominante dele foi elogiada pelos críticos e o intérprete considerou o filme como um grande avanço em sua carreira.
Quando seu contrato com a Paramount terminou em 1936 com o lançamento de Wedding Present, Grant decidiu não renová-lo e desejou trabalhar como freelancer. Ele afirmou ser o primeiro ator freelancer em Hollywood. A primeira colaboração como trabalhador autônomo ocorreu em The Amazing Quest of Ernest Bliss (1936) que foi gravado na Inglaterra. O longa-metragem fracassou nos cinemas e o levou a reconsiderar sua decisão. O sucesso crítico e comercial com Suzy no final daquele ano, onde interpretou um aviador francês com Jean Harlow e Franchot Tone, o levou a assinar contratos conjuntos com a RKO e a Columbia Pictures, permitindo-lhe escolher as histórias que achava que adequavam ao seu gosto. O contrato com a Columbia foi um acordo de quatro filmes em dois anos, garantindo-lhe US$ 50.000 cada para os dois primeiros e US$ 75.000 cada para os outros.

### 1937–1945: estrelato em Hollywood
Em 1937, Grant começou o primeiro filme sob seu contrato com a Columbia Pictures, When You're in Love, retratando um rico artista americano que eventualmente corteja uma famosa cantora de ópera (Grace Moore). Sua performance recebeu feedback positivo dos críticos, com Mae Tinee do The Chicago Daily Tribune descrevendo-a como a "melhor coisa que ele fez em muito tempo". Após o fiasco de The Toast of New York (1937) no mesmo ano, o intérprete foi emprestado ao empresário Hal Roach para interpretar Topper, um filme de comédia maluca distribuído pela MGM, que virou seu primeiro grande sucesso no subgênero atuando no personagem do marido rico da atriz Constance Bennett que causam estragos no mundo como fantasmas após morrerem em um acidente de carro. Topper tornou-se um dos filmes mais populares do ano, com um colunista da Variety observando que Grant e Bennett "fazem suas tarefas com grande habilidade". Vermilye descreveu o sucesso como "um trampolim lógico" para Grant aceitar estrelar The Awful Truth naquele mesmo ano, seu primeiro longa-metragem feito com Irene Dunne e Ralph Bellamy. Embora o diretor Leo McCarey supostamente não gostasse do ator, por o ter ridicularizado em uma de suas brincadeiras nos bastidores ele reconheceu os talentos cômicos do artista e o encorajou a improvisar suas falas e usar suas habilidades desenvolvidas no vaudeville. The Awful Truth foi um sucesso de crítica e comercial e fez de Grant uma grande estrela de nacional, estabelecendo uma persona na tela para ele como um sofisticado protagonista de comédia leve em comédias malucas.

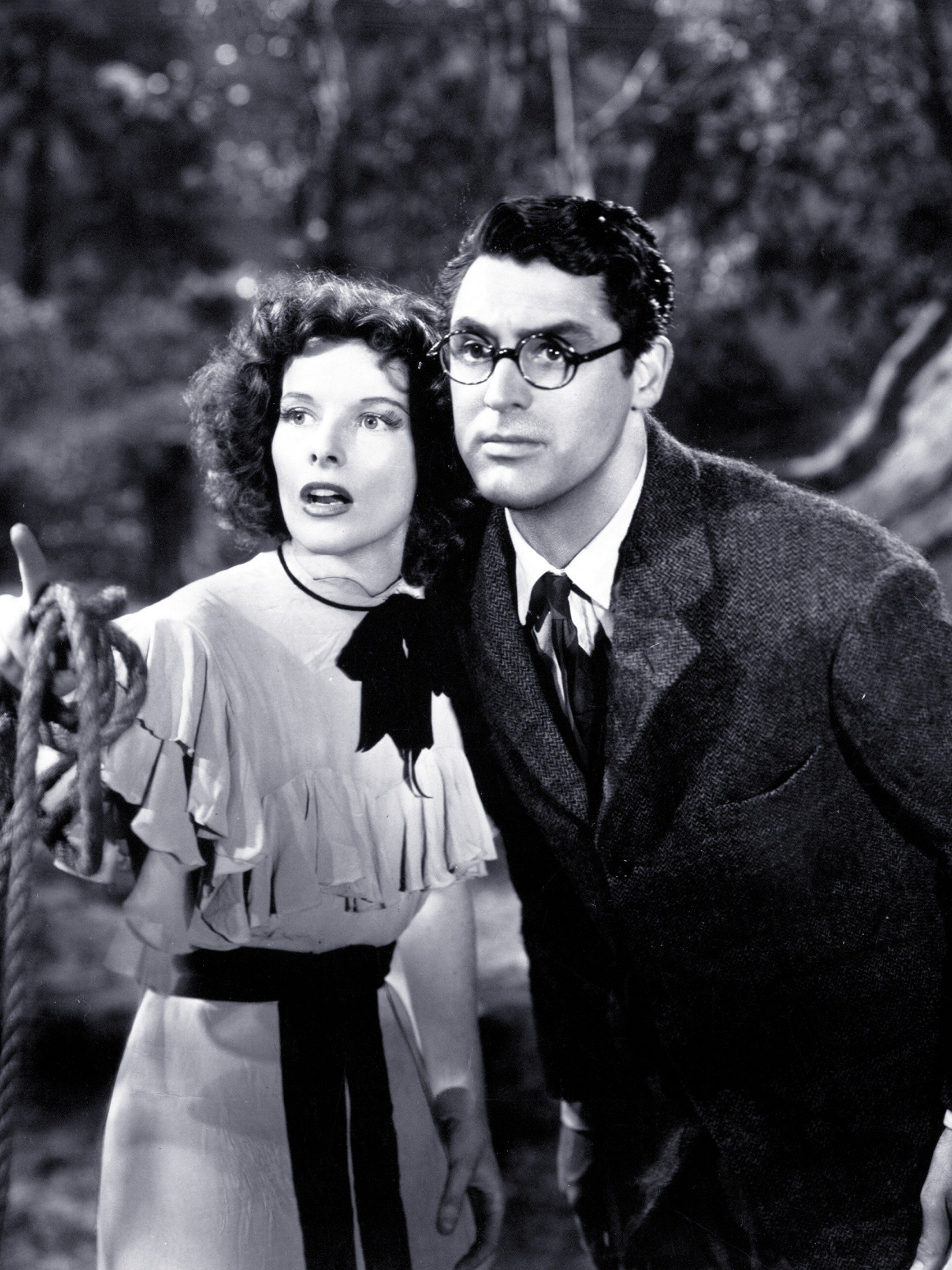
Katharine Hepburn e Grant em Bringing Up Baby (1938)

The Awful Truth deu início ao que o crítico de cinema Benjamin Schwarz do The Atlantic mais tarde chamou de "a temporada mais espetacular de um ator em filmes americanos" para Grant. Em 1938, estrelou ao lado de Katharine Hepburn na comédia maluca Bringing Up Baby, contendo cenas com um leopardo e frequentes sequências de brigas verbais entre a dupla. Ele estava inicialmente incerto sobre como interpretar seu personagem, mas o diretor Howard Hawks disse para imitar Harold Lloyd. Grant teve mais liberdade nas cenas cômicas, na edição do filme e ainda ajudou Hepburn em seu timming cômico. Apesar de perder mais de US$ 350.000 para a RKO, o filme recebeu ótimas críticas. Ao final daquele mesmo ano, o duo também estrelaram a comédia romântica Holiday que não foi um grande sucesso de bilheteria e fez Hepburn ser caluniada pela mídia com a alcunha "veneno de bilheteria".
Apesar de uma série de fracassos comerciais, Grant ainda continuava popular e em alta demanda. De acordo com Vermilye, a partir de 1939, o ator passou a  desempenhar papéis mais dramáticos, embora com alguns tons cômicos. Inicialmente interpretou um sargento do exército britânico na Índia no filme de aventura Gunga Din de George Stevens, o piloto de avião em um triângulo amoroso com Jean Arthur e Rita Hayworth em Only Angels Have Wings e um rico proprietário de terras ao lado de Carole Lombard em In Name Only.
Em 1940, Grant foi um editor de jornal insensível que descobre que sua ex-esposa e ex-jornalista, interpretada por Rosalind Russell vai se casar com o agente de seguros Ralph Bellamy na comédia His Girl Friday, que foi elogiada por sua forte química e "grande atletismo verbal" entre Grant e Russell. Logo após, o ator se reuniu com Irene Dunne em My Favorite Wife uma "comédia de primeira linha" de acordo com a revista Life, que se tornou o segundo maior filme da RKO do ano, com lucros de US$ 505.000. Depois de ser um caipira virginiano em The Howards of Virginia ambientado durante a Revolução Americana - que McCann considera ter sido a pior obra e atuação da carreira de Grant - seu último filme do ano foi na comédia romântica aclamada pela crítica The Philadelphia Story na qual interpretou o ex-marido da personagem de Hepburn. O artista sentiu que o seu desempenho foi tão forte que ficou amargamente desapontado por não ter recebido uma indicação ao Oscar, especialmente porque seus dois colegas de elenco principais (Hepburn e James Stewart) as receberam, com Stewart ganhando o prêmio de Melhor Ator. Grant brinca: "Eu teria que escurecer meus dentes primeiro antes que a Academia me levasse a sério". O historiador de cinema David Thomson escreveu que "o homem errado ganhou o Oscar" por The Philadelphia Story e que "Grant obteve melhor química com Hepburn do que (seu companheiro de longa data) Spencer Tracy jamais conseguiu". A vitória de Stewart "foi considerada um pedido de desculpas banhado a ouro por ter sido roubado do prêmio" por Mr. Smith Goes to Washington no ano anterior. Atualmente Cary Grant não ter sido indicado é visto como uma das maiores omissões da premiação.

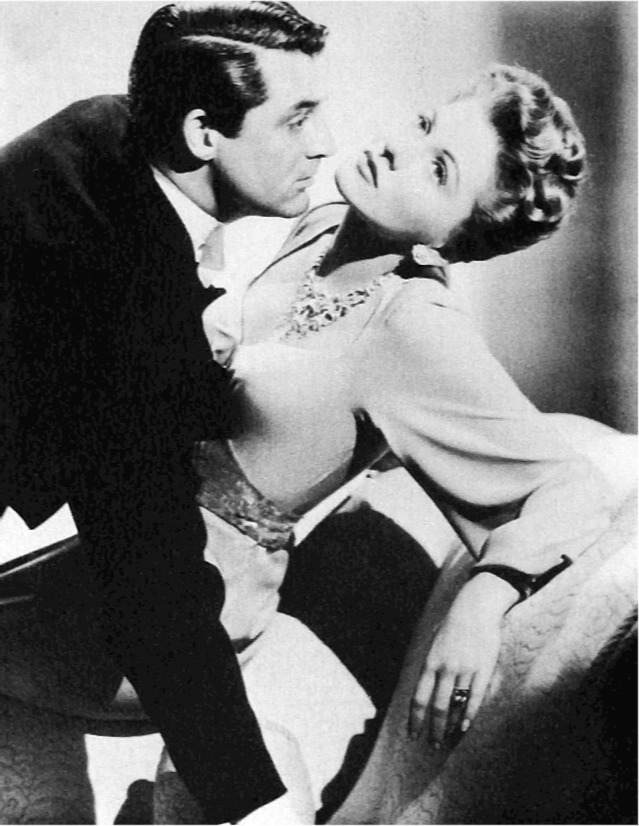
o intérprete com Joan Fontaine em Suspeita (1941)

No ano seguinte, Grant foi indicado para o Oscar de Melhor Ator por Penny Serenade — sua primeira indicação da academia. Wansell afirma que o ator achou o filme uma experiência emocionante, porque ele e sua futura esposa, Barbara Hutton, começaram a conversar sobre ter filhos. Mais tarde naquele mesmo ano, ele apareceu no thriller psicológico romântico Suspeita a primeira das quatro colaborações de Grant com o diretor Alfred Hitchcock. O ator detestou a co-estrela Joan Fontaine achando-a temperamental e pouco profissional. O crítico de cinema Bosley Crowther do The New York Times  dclassificou e "provocativamente irresponsável, juvenilmente gay e também estranhamente misterioso, como o papel exige". Hitchcock declarou mais tarde que considerou a conclusão convencional do longa-metragem (com a esposa descobrindo que seu marido é inocente em vez de ele ser culpado e ela o deixando matá-la com um copo de leite envenenado) "um erro completo fazer essa história com Cary Grant, a menos que você tenha um final cínico, isso torna a história muito simples". Geoff Andrew para a Time Out, acredita que Suspeita serviu como "um exemplo supremo da capacidade de Grant de ser simultaneamente charmoso e sinistro ao mesmo tempo".
Em 1942, Grant participou de uma turnê de três semanas pelos Estados Unidos como parte de um grupo para ajudar no esforço de guerra e foi fotografado visitando fuzileiros navais feridos no hospital. Ele apareceu em várias rotinas próprias durante esses shows e frequentemente se apresentava como um homem sério ao lado de Bert Lahr. Durante o mês de maio, quando tinha 38 anos, o curta de propaganda de dez minutos Road to Victory foi lançado, no qual o intérprete atua junto com Bing Crosby, Frank Sinatra e Charles Ruggles. No cinema, Grant retratou Leopold Dilg, um condenado em fuga em The Talk of the Town (1942), que escapa após ser injustamente condenado por incêndio criminoso e assassinato. Ele se esconde em uma casa com personagens interpretados por Jean Arthur e Ronald Colman, e gradualmente planeja garantir sua liberdade. Crowther elogiou o roteiro e observou que o ator interpretou Dilg com uma "casualidade que é um pouco perturbadora". Depois de um desempenho elogiado como o correspondente estrangeiro junto a Ginger Rogers na comédia excêntrica Once Upon a Honeymoon, ele apareceu um ano depois em Mr. Lucky, interpretando um jogador em um cassino a bordo do navio. Um filme de guerra e sucesso comercial intitulado Destination Tokyo (1943) foi gravado em apenas seis semanas de setembro até outubro, deixando-o exausto; mas a Newsweek achou que foi uma das melhores atuações de sua carreira.
Em 1944, Grant participou junto com Priscilla Lane, Raymond Massey e Peter Lorre na comédia de humor negro Arsenic and Old Lace de Frank Capra e nela interpretou o maníaco Mortimer Brewster, que pertence a uma família bizarra que inclui duas tias assassinas e um tio que afirma ser o presidente Teddy Roosevelt. O ator assumiu o papel depois que ele foi originalmente oferecido a Bob Hope, que o recusou devido a conflitos de agendamento. Apesar das boas avaliações, o intérprete não curtiu a temática sombria do filme e acrescentou ser um dos piores de sua carreira. Naquele ano, ele recebeu sua segunda indicação ao Oscar por um papel, ao lado de Ethel Barrymore e Barry Fitzgerald no longa-metragem dirigido por Clifford Odets, None but the Lonely Heart, ambientado em Londres durante a grande depressão. Ao final de 1944, ele apareceu na série radiofônica Suspense da CBS Radio, interpretando um personagem atormentado que descobre histericamente que sua amnésia afetou a ordem masculina na sociedade no episódio "The Black Curtain".

### 1946–1953: Sucesso e crise do pós-guerra

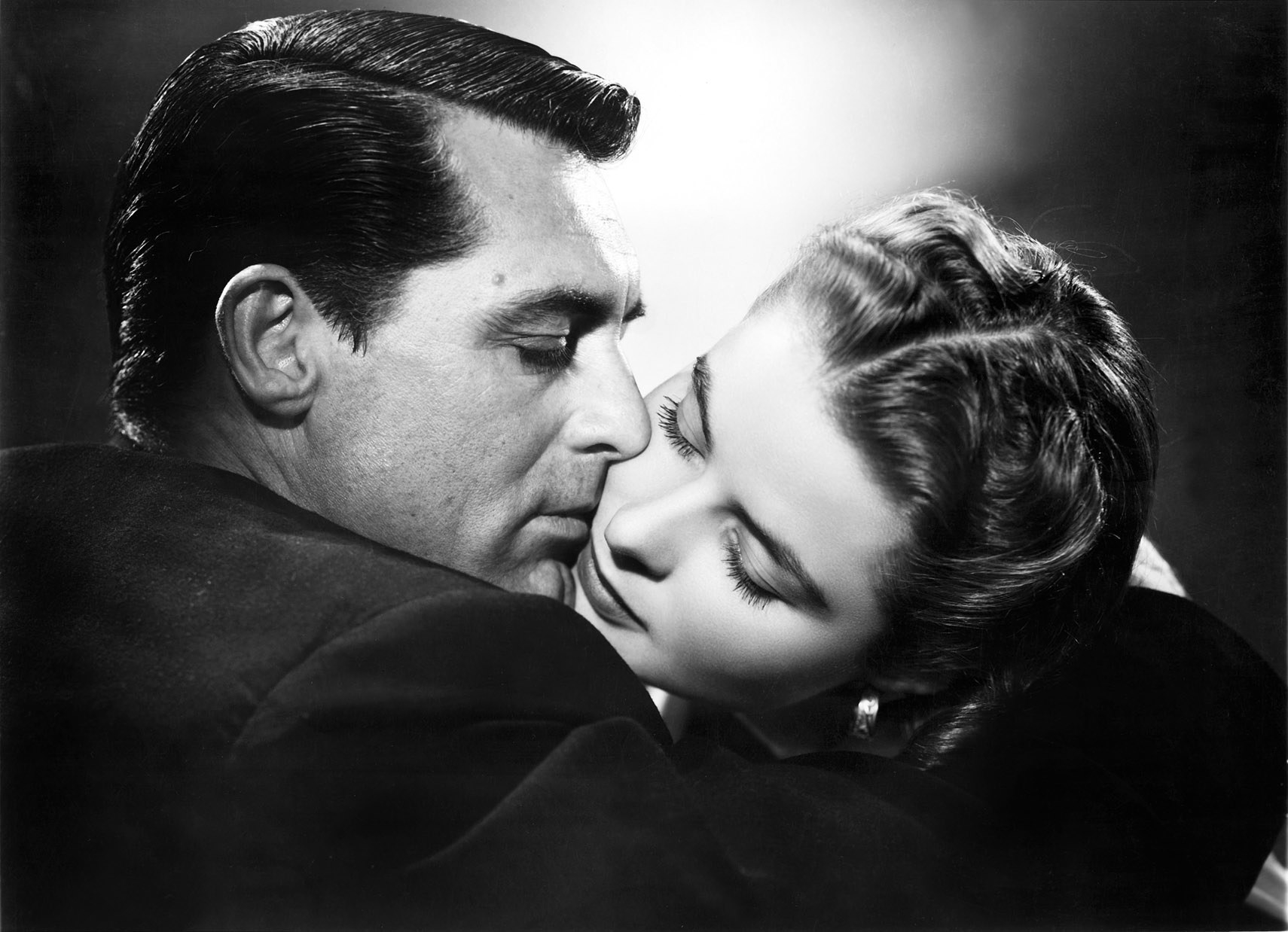
Se estendendo por 2 minutos: a famosa cena de beijo entre Grant e Ingrid Bergman em Notorius (1946) que conseguiu driblar o Código Hays que proibia afetos românticos por mais de três segundos.

Depois de fazer uma breve aparição em Without Reservations (1946), Grant interpretou Cole Porter no musical Night and Day (1946). A produção provou ser problemática, com cenas que frequentemente exigiam múltiplas tomadas, frustrando o elenco e a equipe de filmagem. Em seguida, Grant fez Notorious com Ingrid Bergman e Claude Rains, interpretando um agente do governo que recruta a filha americana de um espião nazista condenado (Bergman) para se infiltrar em uma organização hitlerista no Brasil após a Segunda Guerra Mundial. Durante o filme, os personagens de Grant e Bergman se apaixonam e compartilham um dos beijos mais longos da história do cinema até aquela época, com cerca de dois minutos e meio. Wansell observa como a atuação do ator "ressaltou o quanto suas qualidades únicas como ator de cinema amadureceram nos anos desde The Awful Truth".
Em 1947, Grant retratou um artista que se envolve em um processo judicial quando acusado de agressão na comédia The Bachelor and the Bobby-Soxer (lançada no Reino Unido como "Bachelor Knight"), ao lado de Myrna Loy e Shirley Temple. O longa-metragem foi elogiado pelos críticos, que admiraram o humor pastelão e a química entre o ator com Loy; tornou-se um dos filmes mais vendidos nas bilheterias do ano. Mais tarde, ele estrelou junto com David Niven e Loretta Young na comédia The Bishop's Wife, interpretando um anjo que é enviado do céu para endireitar o relacionamento entre o bispo (Niven) e sua esposa (Loretta Young). A produção foi um grande sucesso comercial e de crítica, sendo indicado a cinco Oscars. A revista Life o chamou de "escrito de forma inteligente e atuado com competência".

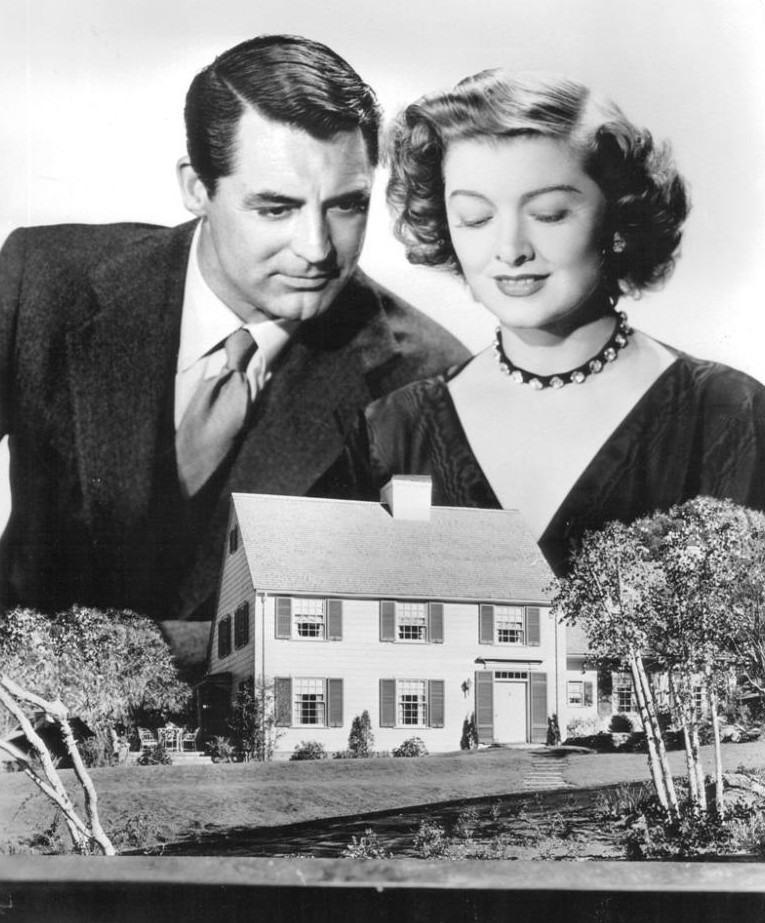
Foto publicitária de Grant e Myrna Loy para Mr. Blandings Mr. Blandings Builds His Dream House (1948)

No ano seguinte, Grant interpretou o neurótico Jim Blandings, o homônimo da comédia Mr. Blandings Builds His Dream House, novamente com Loy. Embora o filme tenha sido um fracasso, Philip T. Hartung da Commonweal, achou que o personagem do intérprete como o "publicitário frustrado" foi uma de suas melhores atuações do ano. Em Every Girl Should Be Married, uma "comédia arejada", ele apareceu com Betsy Drake e Franchot Tone, no papel de um solteiro que é preso ao casamento pelo personagem conivente de Drake. Ele terminou o ano como a quarta estrela de cinema mais popular globalmente. Em 1949, Grant é o interesse romântico de Ann Sheridan na comédia de guerra I Was a Male War Bride, na qual apareceu em cenas vestido de mulher, usando saia e peruca. Durante as filmagens, ele adoeceu com hepatite infecciosa o fazendo perder peso, afetando sua aparência. O longa-metragem é baseado na autobiografia do lutador da resistência belga Roger Charlier, provou ser um sucesso, e teve a maior bilheteria da 20th Century Fox em 1949, com mais de US$ 4,5 milhões em arrecadação e sendo comparado às comédias malucas de Hawks no final da década de 1930.
O início dos anos 50 marcou o início de uma queda na carreira de Grant. Seus papéis como um cirurgião cerebral de ponta que se vê no meio de uma revolução amarga em um país latino-americano em Crysis (1950) e o professor/maestro de orquestra em People Will Talk (1951) foram mal recebidos. Ele estava cansado da persona de Cary Grant depois de vinte anos, sendo bem-sucedido, rico e popular, comentando: "Interpretar a si mesmo, seu verdadeiro eu, é a coisa mais difícil do mundo". Em 1952, estrelou a comédia Room for One More, interpretando um marido engenheiro que, com sua esposa (Betsy Drake), adota duas crianças de um orfanato. Logo em seguida, se reuniu com Howard Hawks para gravar o excêntrico Monkey Business coestrelados por Ginger Rogers e Marilyn Monroe. Embora o crítico do Motion Picture Herald tenha descrito efusivamente que Grant havia dado o melhor de sua carreira com uma "atuação extraordinária e ágil", o filme teve uma recepção mista no geral. O ator tinha esperanças que ser o par romântico da Deborah Kerr em Dream Wife salvaria sua filmografia, mas foi um fracasso crítico e financeiro após o lançamento em julho de 1953. Embora tenha recebido a oferta do papel principal em A Star Is Born (1954), Grant decidiu não interpretar esse personagem. Ele acreditava que sua carreira cinematográfica havia acabado e deixou brevemente a indústria.

### 1955–1966: Ressurgimento do cinema e papéis finais
Em 1955, Grant concordou em ser o parceiro romântico de Grace Kelly em Ladrão de Casaca, interpretando um assaltante de joias aposentado chamado John Robie, apelidado de "The Cat", que morava na Riviera Francesa. Os atores viraram amigos nos bastidores com o intérprete chamando a atriz e também o diretor Hitchcock de ótimos profissionais e mais tarde declarou que Kelly era "possivelmente a melhor atriz com quem já trabalhei". Grant foi um dos primeiros atores a se tornar independente ao não renovar seu contrato, deixando o sistema de estúdio, que controlava quase completamente todos os aspectos da vida de um ator. Ele decidia em quais produções iria aparecer, muitas vezes tinha escolha pessoal de diretores e co-estrelas e, às vezes, negociava uma parte da receita bruta, algo incomum na época. O ator recebeu mais de US$ 700.000 por seus 10% da receita bruta do longa-metragem, enquanto Hitchcock recebeu menos de US$ 50.000 por dirigi-lo e produzi-lo. Embora a recepção crítica ao filme inicialmente foi como um todo tenha sido mista, Grant recebeu muitos elogios por sua atuação, com os críticos comentando sobre sua interpretação suave e com o passar do tempo, Ladrão de Casaca foi reavaliado e é visto hoje como um clássico.

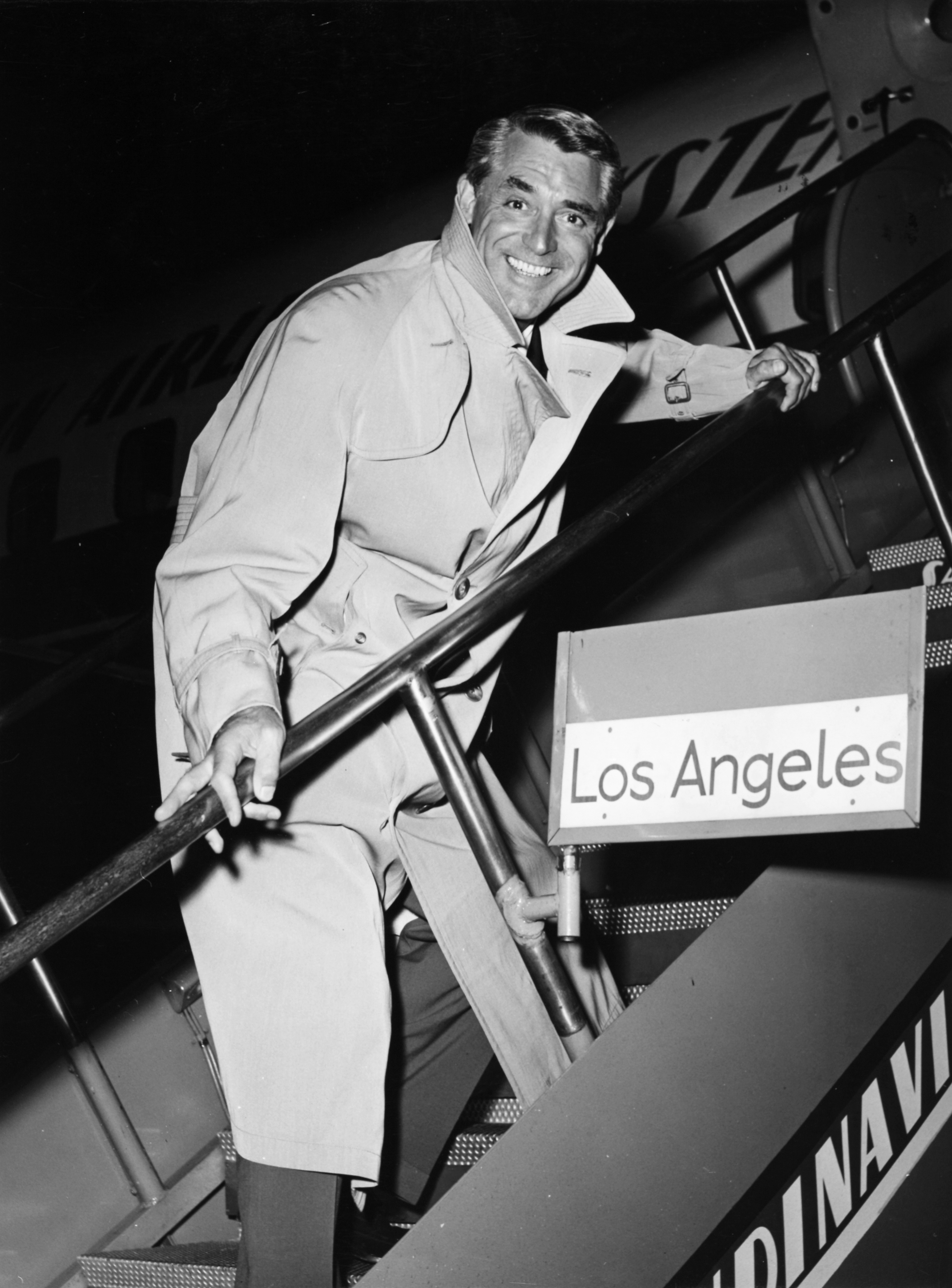
Cary Grant em 1956

Em 1957, o intérprete voltou a contracenar com Deborah Kerr no romântico An Affair to Remember, voltando a retratar o personalidade de playboy como era comum em seus primeiros papéis no cinema. Schickel vê o filme como um dos romances definitivos do período, mas observa que Grant não foi totalmente bem-sucedido em tentar substituir o "sentimentalismo efusivo" da obra. Em um personagem parecido, apareceu ao lado de Sophia Loren em The Pride and the Passion. Ele havia expressado interesse em interpretar o personagem de William Holden em The Bridge on the River Kwai na época, mas descobriu que não era possível devido ao seu compromisso com The Pride and the Passion. O longa-metragem foi gravado em locações na Espanha e houve discussões nos bastidores, com a co-estrela Frank Sinatra irritando seus colegas e deixando a produção depois de apenas algumas semanas. Embora Grant tenha tido um caso com Loren durante as filmagens, as tentativas dele de a cortejar para se casar com ele durante a produção foram infrutíferas, o que o deixou raivoso quando a Paramount escalaram eles juntos para contracenar em Houseboat (1958). A tensão sexual entre os dois era tão grande durante as encenações que a equipe de produção achava quase impossível de concluir o longa-metragem. Perto do fim de 1958, o ator voltou a ser par romântico de Ingrid Bergman em Indiscreet, interpretando um financista de sucesso que tem um caso com uma atriz famosa (Bergman) enquanto finge ser um homem casado. Durante as filmagens, eles formaram uma amizade mais próxima. Schickel afirmou que o filme era possivelmente a melhor comédia romântica do ano, e que o próprio Grant havia professado que era um de seus favoritos. Por sua atuação recebeu a primeira de cinco indicações ao Globo de Ouro de Melhor Ator em Filme Musical ou Comédia e terminou o ano como a estrela de cinema mais popular nas bilheterias.

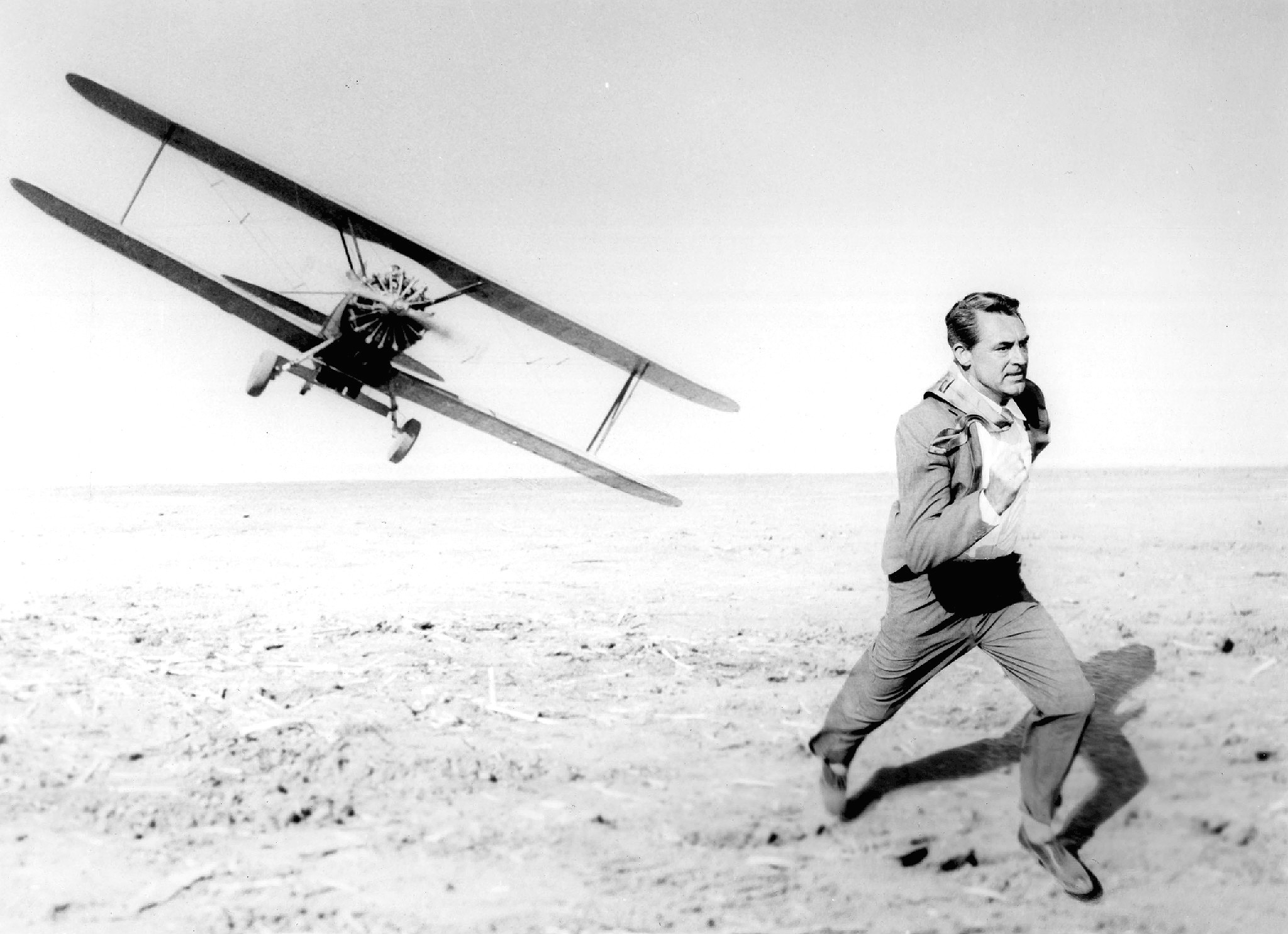
Grant gravando a cena do avião em Intriga Internacional (1959)

Grant voltou na sua parceria com Hitchcock no thriller Intriga Internacional (1959) que foi calorosamente recebido pela crítica e um grande sucesso comercial  e agora é frequentemente listado como um dos maiores filmes de todos os tempos. O crítico do The New York Times elogiou a atuação de Grant, observando que o ator "nunca se sentiu mais em casa do que neste papel de publicitário em fuga" e lidou com o papel "com desenvoltura e graciosidade profissional". O artista usou um de seus ternos mais conhecidos no filme, que se tornou muito popular após o lançamento de Intriga Internacional, um terno de lã penteada, cinza médio, de calibre quatorze, sutilmente xadrez, feito sob medida na Savile Row. Grant terminou o ano interpretando um capitão de submarino da Marinha dos EUA ao lado de Tony Curtis na comédia Operation Petticoat. O colunista da Daily Variety viu a atuação cômica do ator como um exemplo clássico de como atrair o riso do público sem falas, observando que "Neste filme, a maioria das piadas se baseia nele. É sua reação, em branco, assustado, etc., sempre subestimada, que cria ou libera o humor". Operation Petticoat foi um grande sucesso de bilheteria e, em 1973, Deschner classificou o longa-metragem como o filme de maior desempenho da filmografia de Grant nas bilheterias dos EUA, com arrecadação de US$ 9,5 milhões.
Em 1960, Grant contracenou com Deborah Kerr, Robert Mitchum e Jean Simmons em The Grass Is Greener que foi filmado na Inglaterra em Osterley Park e Shepperton Studios. McCann observa que o intérprete tinha grande prazer em "zombar dos gostos e maneirismos excessivamente refinados de seu personagem aristocrático", entretanto a obra foi vista como um dos piores de sua filmografia. Em 1962, estrelou a comédia romântica That Touch of Mink, interpretando o empresário rico Philip Shayne romanticamente envolvido com uma funcionária de escritório (interpretada por Doris Day). Ele a convida para seu apartamento nas Bermudas, mas sua culpa na consciência começa a tomar conta dele. O filme elogiado pela crítica recebendo três indicações ao Oscar e ganhou o Globo de Ouro de Melhor Filme de Comédia, além de dar ao artista outra indicação ao Globo de Ouro de Melhor Ator. De acordo com Deschner foi a segunda maior bilheteria da carreira de Grant.

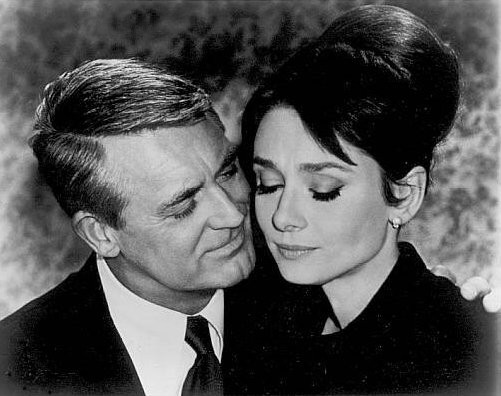
O ator com Audrey Hepburn em Charade (1963)

Os produtores Albert R. Broccoli e Harry Saltzman originalmente procuraram Grant para o papel de James Bond em Dr. No (1962), mas descartaram a ideia, pois o ator estaria comprometido com apenas um longa-metragem; portanto, os produtores decidiram ir atrás de alguém que pudesse fazer parte de uma franquia com James Mason concordando em se comprometer com apenas três filmes. Em 1963, Grant apareceu em seu último clássico, ao lado de Audrey Hepburn em Charade. Ele achou a experiência de trabalhar com Hepburn "maravilhosa" e acreditava que seu relacionamento próximo era claro na câmera, embora, de acordo com Hepburn, ele estivesse particularmente preocupado durante as filmagens de que seria criticado por ser velho demais para ela e visto como um "cradle snatcher". O autor Chris Barsanti escreve: "É o flerte astuto do filme que o torna um entretenimento tão engenhoso. Grant e Hepburn se duelam como os profissionais que são". Charade teve ótima avaliações da crítica especializada, frequentemente chamado de "o melhor filme de Hitchcock que ele nunca fez".
Em 1964, Grant mudou de sua persona tipicamente distinta na tela para interpretar um vagabundo de praia grisalho que é coagido a servir como guarda costeiro em uma ilha desabitada na comédia romântica ambientada na Segunda Guerra Mundial Father Goose. O longa-metragem foi um grande sucesso comercial e, após seu lançamento na Radio City no Natal de 1964, arrecadou mais de US$ 210.000 nas bilheterias na primeira semana, quebrando o recorde estabelecido por Charade (1963). O último filme em que o artista participou é Walk, Don't Run (1966), uma comédia coestrelada por Jim Hutton e Samantha Eggar gravado em Tóquio, se passa em meio à escassez de moradias nas Olimpíadas de 1964. A Newsweek concluiu: "Embora a presença pessoal de Grant seja indispensável, o personagem que ele interpreta é quase totalmente supérfluo. Talvez a inferência a ser tirada seja que um homem na casa dos 50 ou 60 anos não tem lugar na comédia romântica, exceto como um catalisador. Se for assim, a química está errada para todos". Hitchcock pediu ao ator para estrelar Cortina Rasgada porém ele havia decidido se aposentar.

## Anos posteriores

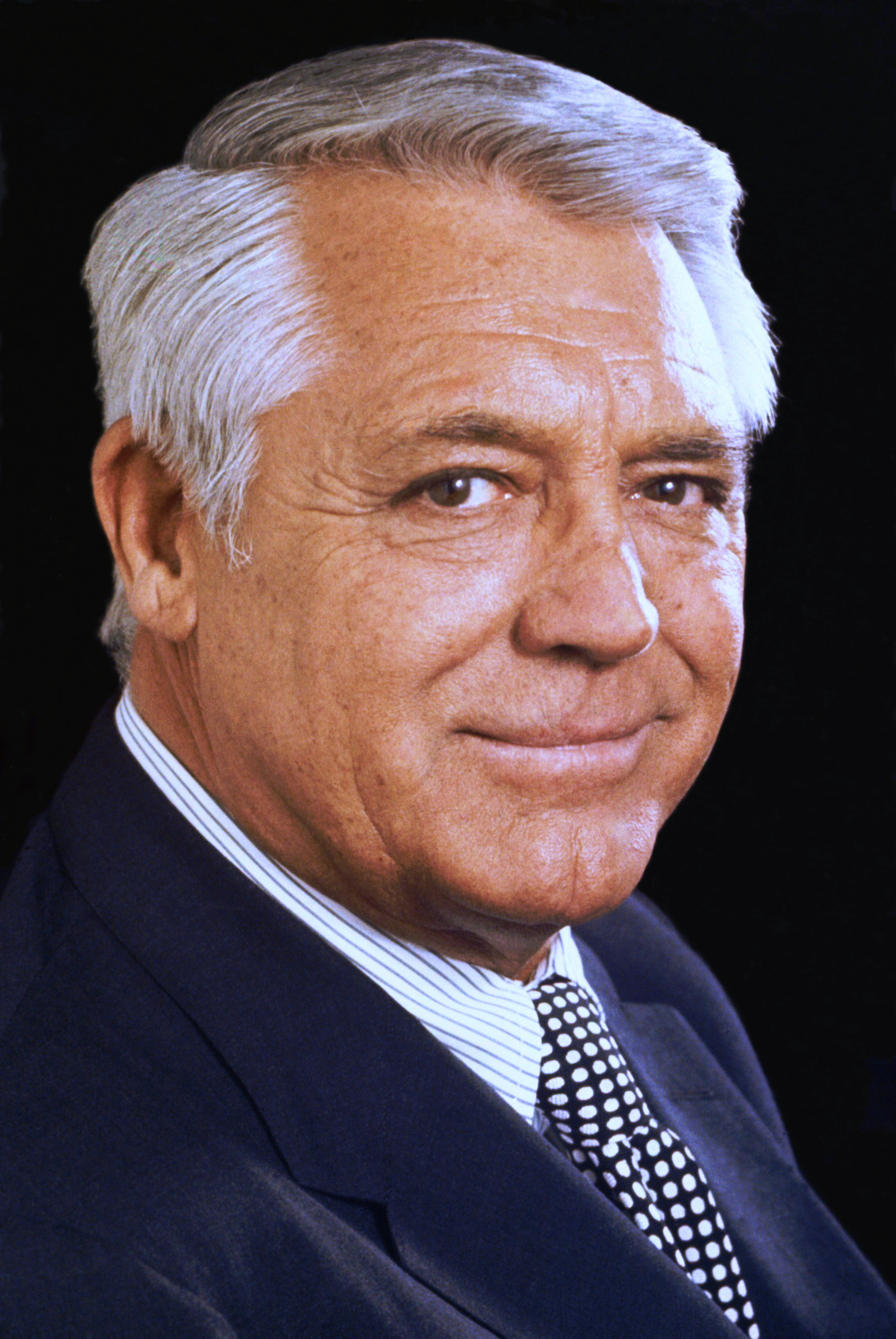
Cary Grant com 69 anos em 1973

Em 1966, após sua filha Jennifer Grant nascer, Cary Grant se aposentou das telas para poder se concentrar em criá-la e proporcionar uma sensação de permanência e estabilidade em sua vida. Ele ficou cada vez mais desiludido com os rumos do cinema na década de 1960, raramente encontrando um roteiro que aprovasse. comentando: "Eu poderia ter continuado atuando e interpretando um avô ou um vagabundo, mas descobri coisas mais importantes na vida". O ator sabia, depois de concluí Charade (1963), que a "Era de Ouro" de Hollywood havia acabado. Grant expressou pouco interesse em retornar à carreira e responderia à sugestão com "uma chance desprezível". No entanto, ele apareceu brevemente na plateia do documentário do show de Elvis Presley em Las Vegas em 1970, Elvis: That's the Way It Is. Na década de 1970, recebeu os negativos de várias produções em que atuou e os vendeu para a televisão por uma quantia de mais de US$ 2 milhões em 1975 (US$ 11,7 milhões em 2024).
Morecambe e Stirling argumentam que a ausência de Grant do cinema depois de 1966 não foi porque o intérprete tinha "virado irrevogavelmente as costas à indústria cinematográfica", mas porque o artista estava "preso entre uma decisão tomada e a tentação de comer um pouco da torta da humildade e se anunciar novamente ao público do cinema". Durante a década de 70, a MGM teve interesse de refilmar Grande Hotel (1932) com ele no elenco. Hitchcock há muito tempo queria fazer um longa-metragem influenciado na premissa de Hamlet, com Grant no papel principal. O artista confirma que Warren Beatty fez um grande esforço para que ele interpretasse o papel do Sr. Jordan em Heaven Can Wait (1978), que acabou indo para James Mason. Porém, Morecambe e Stirling afirmam que Grant também expressou interesse em aparecer em A Touch of Class (1973), The Verdict (1982) e uma adaptação cinematográfica do livro de William Goldman de 1983 sobre roteiro, Adventures in the Screen Trade.
Perto do fim dos anos 70 e início da década de 1980, Grant ficou preocupado com as mortes de muitos amigos próximos, incluindo Howard Hughes em 1976, Howard Hawks em 1977, Lord Mountbatten e Barbara Hutton em 1979, Alfred Hitchcock em 1980, Grace Kelly e Ingrid Bergman em 1982 e David Niven em 1983. No funeral de Mountbatten, ele foi citado comentando com um amigo: "Estou absolutamente exausto e tão velho. [...] Vou parar com tudo no ano que vem. Vou ficar deitado na cama [...] Vou apenas fechar todas as portas, desligar o telefone e aproveitar a vida". A morte de Grace Kelly foi a mais difícil para ele, pois foi inesperada para todos e os dois permaneceram amigos próximos depois das filmagens de To Catch a Thief (1955). Grant visitou Mônaco três ou quatro vezes por ano durante sua aposentadoria e apoiou a amiga durante a fundação do Princess Grace Foundation-USA.
Em 1980, o Museu de Arte do Condado de Los Angeles realizou uma retrospectiva de dois meses de mais de 40 filmes de Grant. No ano de 1982, ele foi homenageado com o prêmio de "Homem do Ano" pelo New York Friars Club no Waldorf-Astoria. Após completar 80 anos em 18 de janeiro de 1984, Peter Bogdanovich percebeu que uma "serenidade" havia tomado conta dele. Grant estava com boa saúde até sofrer um leve derrame em outubro daquele ano. Nos últimos anos de sua vida, ele fez turnês pelos Estados Unidos no show solo A Conversation with Cary Grant, no qual ele mostrava clipes de seus filmes e respondia perguntas do público. Acabou por realizar 36 aparições públicas em seus últimos quatro anos, indo de Nova Jersey ao Texas, e seu público variou de pessoas mais velhas a estudantes universitários entusiasmados que descobriam seus filmes pela primeira vez. Grant admitiu que as aparições eram "alimento para o ego", observando que "eu sei quem eu sou por dentro e por fora, mas é bom ter o exterior, pelo menos, comprovado".

## Investimentos
Stirling se refere a Cary Grant como "um dos empresários mais astutos que já operou em Hollywood". Sua longa amizade com Howard Hughes a partir da década de 1930 o fez ser convidado para os círculos mais glamourosos da indústria cinematográfica e era convidado para suas festas luxuosas. Os biógrafos Morecambe e Stirling afirmam que Hughes desempenhou um papel importante no desenvolvimento dos interesses comerciais de Grant, de modo que em 1939, ele "já era um analista astuto com vários interesses na área de investimento". Scott também desempenhou um papel, encorajando ele a investir seu dinheiro em ações, tornando-o um homem rico no final da década de 1930. Por volta dos anos 40, o ator e Barbara Hutton investiram pesadamente no desenvolvimento imobiliário em Acapulco numa época em que era uma vila de pescadores, e se uniram a Richard Widmark, Roy Rogers e Red Skelton para comprar um hotel no local. O artista foi visto como bastante inteligente por seus colegas, seu amigo David Niven disse uma vez: "Antes que os computadores fossem lançados em geral, Cary tinha um em seu cérebro". O crítico de cinema David Thomson acredita que a inteligência do intérprete aparecia em cena e afirmou que "ninguém mais parecia tão incrível e tão inteligente ao mesmo tempo".
Apos se aposentar da carreira cinematográfica, ele focou mais nos negócios aceitando uma posição no conselho de diretores da Fabergé. Esta posição não era honorária, como alguns presumiam; Grant comparecia regularmente a reuniões e fazia viagens internacionais representando a empresa. Seu salário era modesto em comparação com os milhões que ganhou em sua antiga profissão, recebendo US$ 15.000 por ano. Mas a influência do ex-ator era tão forte na organização que George Barrie certa vez afirmou que Grant havia desempenhado um papel no crescimento da empresa para receitas anuais de cerca de US$ 50 milhões em 1968, um crescimento de quase 80% desde o ano inaugural em 1964. A posição também permitia o uso de um avião particular, que Grant podia usar para visitar sua filha sem grandes complicações.
Em 1975, Grant foi nomeado diretor da MGM. Em 1980, fez parte do conselho da MGM Films e da MGM Grand Hotels após a divisão da empresa-mãe. Ele desempenhou um papel ativo na promoção do MGM Grand Hotel em Las Vegas quando foi inaugurado em 1973 e continuou o promovendo por toda a década. Quando Allan Warren o conheceu para uma sessão de fotos naquele ano, ele percebeu como Grant parecia cansado e transmitia um "ar ligeiramente melancólico". Grant mais tarde se juntou aos conselhos do Hollywood Park da Academy of Magical Arts (The Magic Castle, Hollywood, Califórnia) e da Western Airlines (adquirida pela Delta Air Lines em 1987).

## Vida pessoal
Grant tornou-se cidadão naturalizado dos Estados Unidos em 26 de junho de 1942, aos 38 anos, época em que também mudou legalmente seu nome para Cary Grant. Ele listou o seu nome do meio como Alexander ao invés de Alec.
Uma das estrelas mais ricas de Hollywood, o ator possuía residências em Beverly Hills, Malibu e Palm Springs. O foco em manter uma boa aparência pessoal foi reconhecido pela famosa figurinista Edith Head que apreciava nele a sua atenção "meticulosa" aos detalhes e considerava que ele tinha o maior senso de moda de qualquer ator com quem ela havia trabalhado. McCann atribuiu sua "manutenção quase obsessiva" com o bronzeamento, que se aprofundava à medida que envelhecia, ao Douglas Fairbanks, que também teve uma grande influência em suas escolhas de figurinos. O historiador também observa que, como Grant veio de uma origem humilde e não tinha curso superior, ele fez um esforço particular ao longo de sua carreira para se misturar à alta sociedade e absorver seu conhecimento e etiqueta. A imagem foi meticulosamente elaborada desde os primeiros dias em Hollywood, onde frequentemente tomava banho de sol; e evitava ser fotografado fumando, apesar de fumar dois maços por dia. O ator só parou de fumar no início da década de 1950 após participar de hipnoterapia. O intérprete permaneceu preocupado com a saúde, mantendo-se em boa forma e atlético mesmo no final de sua carreira, embora para a mídia contasse que "nunca torceu um dedo para se manter em forma", dizendo que praticava "tudo com moderação. Exceto fazer amor".
A filha de Grant, Jennifer, relatou que seu pai fez centenas de amigos e que a casa em que moravam era frequentemente visitada por pessoas como Frank e Barbara Sinatra, Quincy Jones, Gregory Peck e seu cônjuge Veronique, Johnny Carson, Kirk Kerkorian e Merv Griffin. Segundo ela, Grant e Sinatra eram os amigos mais próximos, conta que os dois tinham um brilho semelhante e uma "indefinível incandescência de charme" e que estavam eternamente "no alto da vida". Enquanto criava Jennifer, o ator arquivou artefatos de sua infância e adolescência em um cofre do tamanho de um quarto instalado na casa. Jennifer atribuiu essa característica incomum de seu progenitor ao fato de que brinquedos de sua própria infância foram destruídos durante o bombardeio de Bristol pela Luftwaffe na Segunda Guerra Mundial (um evento que também ceifou a vida de seu tio, tia, primo e outros três parentes próximos), e ele pode ter desejado impedi-la de experimentar uma perda semelhante.
Grant morou com o figurinista Orry-Kelly de 1925 a 1931 no West Village em Nova York, até que ambos se mudaram para Hollywood. Eles se conheceram quando Grant era um artista com dificuldades financeiras que tinha acabado de ser despejado de uma pensão por falta de pagamento; eles tiveram um relacionamento volátil e intermitente por três décadas até que Orry-Kelly morreu em 1964, e o ator foi um dos carregadores de caixão do funeral do figurinista. Embora Kelly não chegue a afirmar que eram amantes, o documentário da diretora Gillian Armstrong sobre a vida do figurinista diz isso abertamente.

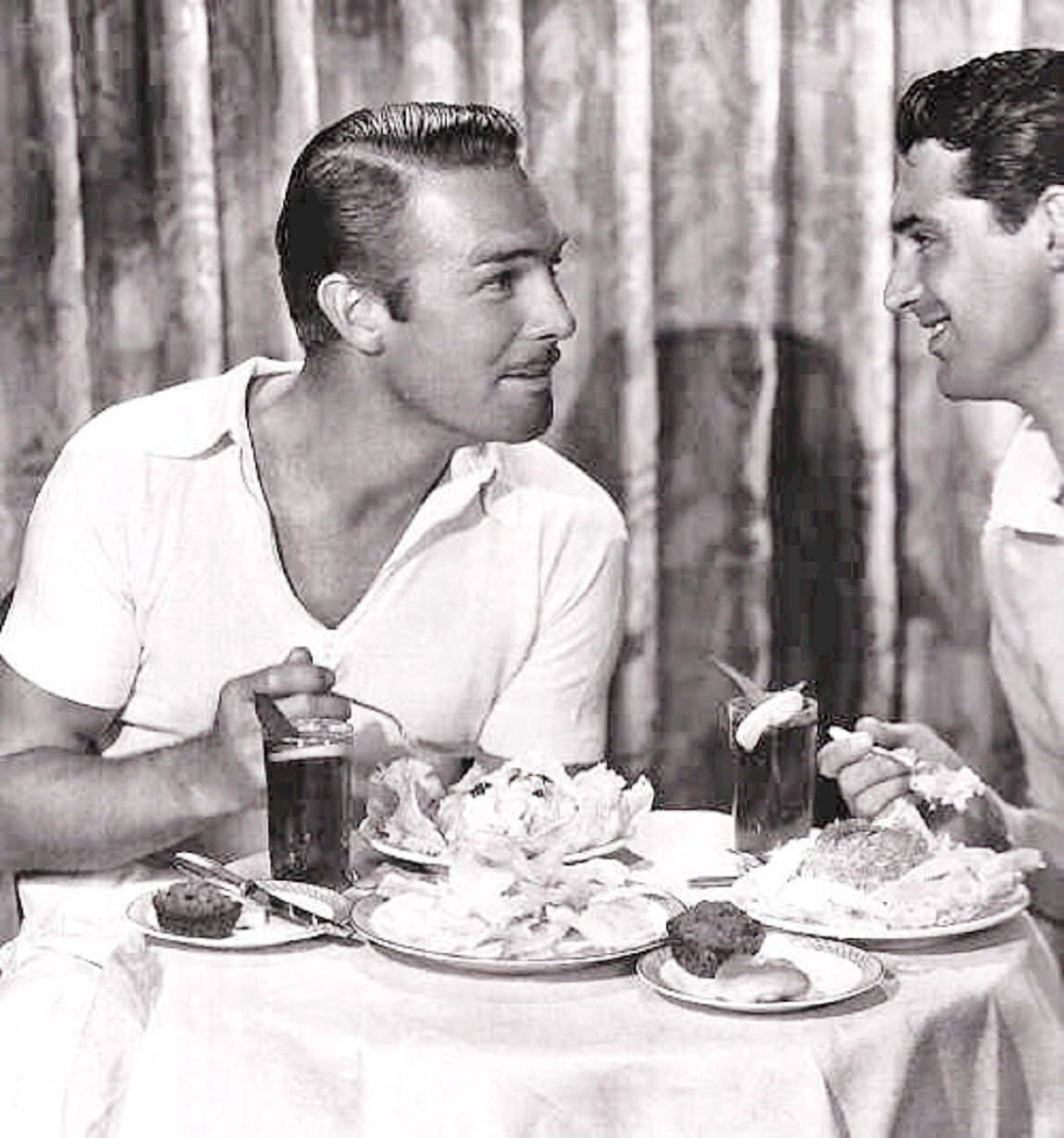
Randolph Scott (esquerda) e Grant para a revista Modern Screen em 1933

O ator viveu com Randolph Scott intermitentemente por 12 anos. Grant o conheceu no início da carreira cinematográfica, por volta de 1932, no estúdio da Paramount quando Scott estava filmando Sky Bride enquanto o até então novato encenava as cenas de Sinners in the Sun; indo morar juntos logo depois. Há disputas entre os biógrafos de ambos os lados e até entre si, se o relacionamento dos atores era romântico ou não. O ator Richard Blackwell, o fotógrafo Jerome Zerbe que tirou fotos publicitárias da casa e o cafetão de Hollywood Scotty Bowers alegaram terem dormido com ambos. Blackwell escreveu em sua autobiografia que Grant e Scott "estavam profundamente e loucamente apaixonados, a devoção dos atores era completa". O biógrafo e amigo de Grant, Bill Royce, afirmou que na velhice, o ator confessou que ele e Scott eram bissexuais e que o relacionamento deles foi a primeira vez que se apaixonou, caracterizando a memória como: "Você já ouviu falar de colapso gravitacional?" No entanto, o ator supostamente também disse a Royce que, embora Scott o amasse "em algum nível profundo", ele não o desejava fisicamente no mesmo grau, mas que eles exploraram o desequilíbrio de sua atração. Desde a morte dos artistas, jornalistas como David Canfield, escrevendo para a Vanity Fair revisitaram os rumores e especulações.
Jeniffer Grant negou que seu pai fosse bissexual. A ex-esposa Dyan Cannon acreditava que ele era queer. Quando Chevy Chase brincou na televisão em 1980 que o ator era um "homo. Que garota!", Grant o processou por calúnia, e o comediante foi forçado a se retratar. Grant era fã dos comediantes Morecambe e Wise na década de 1960 e permaneceu amigo de Eric Morecambe até sua morte em 1984.
O ator começou a experimentar LSD no final da década de 1950, antes da droga ser popular. Sua esposa na época, Betsy Drake, demonstrava grande interesse em psicoterapia e por meio dela, ele desenvolveu um conhecimento considerável no campo da psicanálise. O radiologista Mortimer Hartman começou a tratá-lo com LSD no final dos anos 50, com Grant otimista de que isso poderia fazê-lo se sentir melhor consigo mesmo e o libertar da turbulência interna de sua infância e relacionamentos fracassados. Ele teve cerca de 100 sessões ao longo de vários anos. Por muito tempo, o intérprete viu a droga de forma positiva, dizendo que era a solução depois de muitos anos "buscando sua paz de espírito" e que pela primeira vez em sua vida ele estava "verdadeiramente, profundamente e honestamente feliz". Após a ex-esposa dele, Dyan Cannon, ter alegado durante uma audiência judicial que Grant era um "apóstolo do LSD" e que ainda estava tomando a droga em 1967 como parte de um remédio para salvar seu relacionamento. O artista comentou mais tarde que "tomar LSD foi uma coisa completamente tola de se fazer, mas eu era um grosseirão teimoso, escondendo todos os tipos de camadas e defesas, hipocrisia e vaidade. Eu tinha que me livrar delas e limpar a lousa".

### Relacionamentos amorosos
Grant foi casado cinco vezes. Ele se casou com Virginia Cherrill em 9 de fevereiro de 1934, no cartório de Caxton Hall em Londres. Ela se divorciou dele em 26 de março de 1935. Eles estavam envolvidos em um amargo caso de divórcio que foi amplamente divulgado na imprensa, com Cherrill exigindo US$ 1.000 por semana dele em benefícios de seus ganhos na Paramount. O ator então namorou a atriz Phyllis Brooks a partir de 1937. Eles consideraram se casar e passaram férias juntos na Europa em meados de 1939, visitando a vila romana de Dorothy Taylor Dentice di Frasso na Itália, mas o relacionamento terminou mais tarde naquele ano.

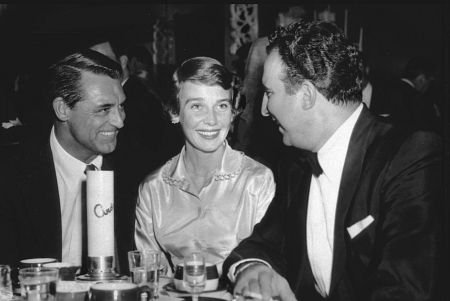
Cary Grant com Betsy Drake e o saxofonista Dick Stabile (direita) em 1955

Ele então se casou com Barbara Hutton em 1942, uma das mulheres mais ricas do mundo, após uma herança de US$ 50 milhões de seu avô Frank Winfield Woolworth. O casal era apelidado de forma irônica pela mídia de "Cash and Cary", embora Grant tenha recusado qualquer acordo financeiro em um acordo pré-nupcial para evitar acusações de que se casou por dinheiro. Perto do fim do casamento, eles viveram em uma mansão branca na 10615 Bellagio Road em Bel Air. Mesmo após o divórcio em 1945 continuaram sendo grandes amigos. Ele namorou Betty Hensel por algum período, então se casou com Betsy Drake, a co-estrela de dois de seus filmes, em 25 de dezembro de 1949. Mesmo casado teve um breve caso com Sophia Loren em 1957. Drake e Grant se separaram em 1958 mas só se divorciaram em 14 de agosto de 1962, sendo o casamento mais longo da vida do artista.
Grant casou-se com Dyan Cannon em 22 de julho de 1965, no Desert Inn em Las Vegas, e tiveram uma filha Jennifer que nasceu em 26 de fevereiro de 1966; ele frequentemente a chamava de sua "melhor produção". Comentando sobre a paternidade:
Minha vida mudou no dia em que Jennifer nasceu. Cheguei à conclusão de que a razão pela qual viemos a esta Terra é para procriar. Para deixar algo para trás. Não filmes, porque, como você sabe, não acho que meus filmes durarão muito tempo depois que eu partir. Mas outro ser humano. É isso que importa.
Grant e Cannon anunciaram a separação em agosto de 1967. Em 12 de março de 1968, Grant se envolveu em um acidente de carro em Queens, Nova York a caminho do Aeroporto JFK, quando um caminhão atingiu a lateral de sua limusine. Ele ficou hospitalizado por 17 dias com três costelas quebradas e hematomas. Uma companheira, a Baronesa Gratia von Furstenberg, também ficou ferida no acidente. O ator e Cannon se divorciaram nove dias depois.
Grant teve um breve caso com a atriz Cynthia Bouron no final da década de 1960. Ele estava em desacordo com a Academia de Artes e Ciências Cinematográficas desde 1958, mas recebeu um Oscar Honorário em 1970. Anunciou que compareceria à cerimônia de premiação para aceitá-la, encerrando seu boicote de 12 anos à premiação. Dois dias após seu anúncio, Bouron entrou com uma ação de paternidade contra ele e declarou publicamente que ele era o pai de sua filha de sete semanas, e ela o nomeou como o pai na certidão de nascimento da criança. Grant a desafiou para um exame de sangue e ela não aceitou, e o tribunal ordenou que ela removesse seu nome da certidão. Entre 1973 e 1977, ele namorou a fotojornalista britânica Maureen Donaldson, e em seguida teve uma curta relação amorosa com a jovem Victoria Morgan.
Em 11 de abril de 1981, Grant casou-se com Barbara Harris, uma agente de relações públicas de um hotel britânico 46 anos mais nova. Eles se conheceram em 1976 no Royal Lancaster Hotel em Londres, onde Harris trabalhava na época e Grant participava de uma conferência Fabergé. Eles se tornaram amigos, mas foi somente em 1979 que ela se mudou para morar com ele na Califórnia. Os amigos dele sentiram que ela teve um impacto positivo sobre ele, e o Príncipe Rainier de Mônaco comentou que o ator "nunca esteve mais feliz" do que em seus últimos anos com ela.

### Política
A biógrafa Nancy Nelson observou que Grant não falava abertamente sobre causas políticas, mas ocasionalmente comentava sobre eventos atuais. O ator se manifestou contra a inclusão de seu amigo Charlie Chaplin na lista negra durante o macarthismo, argumentando que Chaplin não era comunista e que seu status como artista era mais importante do que suas convicções políticas. Em 1950, ele disse a um repórter que gostaria de ver uma mulher presidente dos Estados Unidos, mas afirmou relutância em comentar sobre assuntos políticos, acreditando que não era lugar de atores fazê-lo. Ele apoiou Thomas E. Dewey na eleição presidencial dos Estados Unidos de 1944, aparecendo em um comício do candidato no Los Angeles Coliseum depois que o governador de Nova York ganhou a nomeação republicana.
Em 1963, Grant visitou Washington e, com o procurador-geral Robert Kennedy, foi a um pátio de escola e, em seguida, a um ferro-velho próximo, enquanto os dois homens consideravam o que transformá-lo em um playground poderia fazer pelas crianças de Washington, DC. Em 10 de dezembro de 1967, o artista compareceu ao jantar de arrecadação de fundos do Comitê Nacional Democrata no Plaza Hotel, na cidade de Nova York.
No ano de 1976, Grant fez uma aparição pública na Convenção Nacional do Partido Republicano em Kansas City, durante a qual fez um discurso em apoio à reeleição de Gerald Ford e à igualdade de género antes de apresentar Betty Ford ao palco. Um artigo de 1977 sobre o ator no The New York Times observou que suas crenças políticas eram conservadoras, mas observou que Grant não fazia campanha ativamente para candidatos.

## Morte
Morte? Claro que penso nisso. Mas não quero me deter nisso [...] Acho que a coisa em que você pensa quando tem a minha idade é como vai fazer isso e se vai se comportar bem.

—Cary Grant aos 73 anos de idade
O ator estava no Teatro Adler em Davenport, Iowa na tarde de sábado, 29 de novembro de 1986, preparando-se para sua apresentação em A Conversation with Cary Grant quando adoeceu; ele não estava se sentindo bem ao chegar ao teatro. Basil Williams o fotografou lá e achou que o intérprete ainda parecia elegante, mas notou que estava cansado e tropeçou uma vez no auditório. Williams lembra que Grant ensaiou por meia hora antes que "algo parecesse errado" de repente, e desmaiasse nos bastidores. O artista foi levado de volta ao Hotel Blackhawk, onde ele e sua esposa haviam se hospedado, e um médico foi chamado descobriu-se que Grant estava tendo um derrame grave, com uma pressão arterial de 210 por 130. Entretanto, o ator se recusava a ser levado ao hospital. O médico lembrou: "O derrame estava piorando. Em apenas quinze minutos, ele se deteriorou rapidamente. Foi terrível vê-lo morrer e não poder ajudar. Mas ele não nos deixou". Às 20h45, Grant entrou em coma e foi levado ao Hospital St. Luke em Davenport, Iowa. Ele passou 45 minutos na sala de emergência antes de ser transferido para a UTI. Por fim, faleceu às 23h22, aos 82 anos.
Um editorial no The New York Times declarou: "Cary Grant não deveria morrer. [...] Cary Grant deveria ficar por aqui, nossa pedra de toque perpétua de charme, elegância, romance e juventude". O corpo foi levado de volta para a Califórnia, onde foi cremado e as cinzas foram espalhadas pelo Oceano Pacífico. Nenhum funeral foi realizado para ele após seu pedido, o que Roderick Mann observou ser apropriado para "o homem privado que não queria uma multidão em um funeral". Seu patrimônio valia cerca de 60 a 80 milhões de dólares; a maior parte foi para Barbara Harris e Jennifer.

## Estilo de atuação e reconhecimento

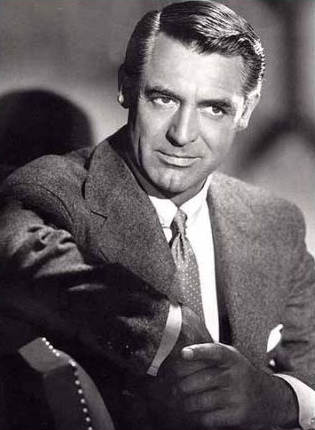
Cary Grant em 1958

McCann escreveu que uma das razões pelas quais a carreira cinematográfica de Cary Grant foi tão bem-sucedida é que ele não tinha consciência do quão charmoso era em cena, atuando de uma forma que era muito inesperada e incomum para uma estrela de Hollywood daquele período. George Cukor declarou uma vez: "Veja, ele não dependia de sua aparência. Ele não era um narcisista, ele agia como se fosse apenas um rapaz comum. E isso tornava tudo ainda mais atraente, que um jovem bonito fosse engraçado; isso era especialmente inesperado e bom porque pensamos: 'Bem, se ele é um Beau Brummel, ele não pode ser engraçado ou inteligente', mas ele provou o contrário". Jennifer Grant reconheceu que seu pai não confiava em sua aparência nem era um ator de personagem, e sim que ele era exatamente o oposto disso, interpretando o arquétipo de "homem básico".

Quando ele percebeu que cada movimento poderia ser estilizado para o humor, o olhar arregalado, a cabeça inclinada para a frente e o passo um pouco desajeitado tornaram-se tão certos quanto os traços de um mestre cartunista.

—A crítica de cinema Pauline Kael sobre o desenvolvimento da atuação cômica de Grant no final da década de 1930
O apelo de Grant era amplo entre o público. Pauline Kael comentou que os homens queriam ser ele e as mulheres sonhavam em namorar com ele. Ela notou que o ator tratava suas colegas de elenco de forma diferente de muitos dos protagonistas da época, considerando-as como sujeitos com múltiplas qualidades em vez de "tratá-las como objetos sexuais". Leslie Caron afirma que ele era o artista mais talentoso com quem trabalhou. David Shipman escreve que "mais do que a maioria das estrelas, ele pertencia ao público". Vários críticos argumentaram que Grant tinha a rara habilidade de transformar um filme medíocre em um bom passatempo. Philip T. Hartung, do The Commonweal, declarou em sua crítica de Mr. Lucky (1943) que, se "não fosse pela personalidade persuasiva de Cary Grant, a coisa toda se desfaria em nada". O teórico político C. L. R. James via Grant como um "símbolo novo e muito importante", um novo tipo de homem inglês que difere de Leslie Howard e Ronald Colman, que representavam a "liberdade, graça natural, simplicidade e franqueza que caracterizam os tipos de americanos tão diferentes como Jimmy Stewart e Ronald Reagan", que em última análise simbolizam o relacionamento crescente entre a Grã-Bretanha e os Estados Unidos.
McCann observa que Grant normalmente interpretava "personagens ricos e privilegiados que nunca pareciam ter necessidade de trabalhar para manter seu estilo de vida glamoroso e hedonista". Martin Stirling achava que o artista tinha uma gama de atuação "maior do que qualquer um de seus contemporâneos", mas sentiu que vários críticos o subestimaram como ator. Ele acredita que Grant sempre estava em seu "melhor físico e verbal em todas as situações". Charles Champlin identifica um paradoxo na persona de Grant na tela, em sua habilidade incomum de "misturar polidez e quedas em cenas sucessivas". Ele observa que o intérprete era "capaz de interpretar o tolo, o idiota enigmático, sem comprometer sua masculinidade ou se render ao camp por si só". Wansell em sua análise confirma que Grant podia; "com o arquear de uma sobrancelha ou a mais leve sugestão de um sorriso, questionar sua própria imagem". Stanley Donen afirmou que sua verdadeira "magia" vinha de sua atenção aos mínimos detalhes e de sempre parecer real, o que vinha de "enormes quantidades de trabalho" em vez de ser dado por Deus. Grant comentou sobre sua filmografia: "Acho que até certo ponto acabei me tornando os personagens que estava interpretando. Eu brincava de ser alguém que eu queria ser até me tornar essa pessoa, ou ele se tornar eu". Concluindo que o verdadeiro Cary Grant era mais parecido com seu pescador desgrenhado e barbudo em Father Goose (1964) do que com o "encantador másculo" de Charade (1963).
Grant frequentemente zombava de seus papéis no cinema com declarações como: "Todo mundo quer ser Cary Grant - até eu quero ser Cary Grant", e em falas improvisadas como em His Girl Friday (1940): "Escute, o último homem que me disse isso foi Archie Leach, apenas uma semana antes de cortar a própria garganta". Em Arsenic and Old Lace (1944), uma lápide é vista com o nome Archie Leach. Alfred Hitchcock declarou que o ator era também muito eficaz em papéis mais sombrios, com uma qualidade misteriosa e perigosa, observando que "há um lado assustador em Cary que ninguém consegue identificar". Wansell observa que esse lado mais misterioso se estendia à sua vida pessoal, que ele fazia grandes esforços para encobrir para manter sua imagem de homem elegante. Tom Wolfe escreveu que "Cary Grant interpreta um Cary Grant maravilhoso". Ao ser questionado por um fã, Wolfe escreve que Grant "inclina a cabeça e dá a ela o olhar irônico e interrogativo de Cary Grant - assim como ele faz nos filmes - o olhar que diz: 'Não sei o que está acontecendo, mas não vamos levar isso muito a sério, vamos? Ou vamos?'".

## Prêmios e homenagens
Nenhum outro homem parecia tão sem classe e seguro de si... à vontade com o romântico quanto o cômico... envelhecia tão bem e com um estilo tão refinado... em suma, interpretava o papel tão bem: Cary Grant fazia os homens parecerem uma boa ideia.

—o biógrafo Graham McCann sobre Cary Grant.
Os biógrafos Morecambe e Stirling acreditam que Cary Grant foi o "maior protagonista que Hollywood já conheceu". Schickel afirmou que há "pouquíssimas estrelas que alcançam a magnitude de Cary Grant, arte de uma ordem muito alta e sutil" e pensou que ele era a "melhor ator estrela que já existiu no cinema". David Thomson junto com os diretores Stanley Donen e Howard Hawks concordaram que o artista foi o maior e mais importante ator da história do cinema. Ele era o favorito de Alfred Hitchcock, que o admirava e o chamava de "o único ator que amei em toda a minha vida". Também permaneceu como uma das principais atrações de bilheteria de Hollywood por quase 30 anos. A crítica Pauline Kael afirmou que o mundo ainda pensa nele com carinho porque ele "encarna o que parece ser uma época mais feliz - uma época em que tínhamos um relacionamento mais simples com um artista".

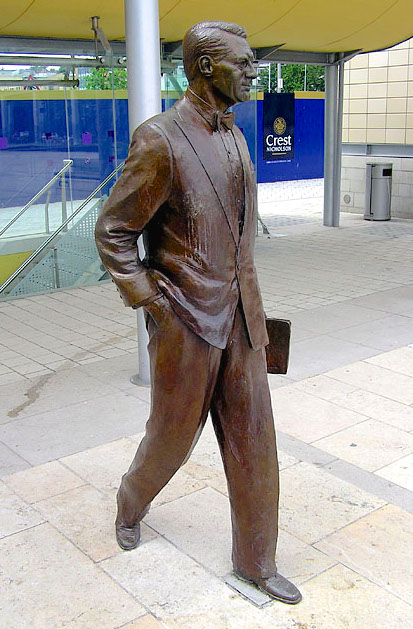
Estátua do artista feita por Graham Ibbeson (2001) localizado em Millennium Square, Bristol

Grant foi indicado ao Oscar por Penny Serenade (1941) e None But the Lonely Heart (1944), mas nunca ganhou competitivamente. No entanto, ele recebeu um Oscar honorário por sua filmografia em 1970. A inscrição em sua estatueta dizia "Para Cary Grant, por seu domínio único da arte de atuar no cinema com respeito e carinho de seus colegas". Ao entregar o prêmio, Frank Sinatra anunciou: "Ninguém trouxe mais prazer a mais pessoas por tantos anos do que Cary, e ninguém fez tantas coisas tão bem".
O ator recebeu uma placa especial no Straw Hat Awards em Nova York em maio de 1975, que o reconheceu como uma "estrela e superestrela no entretenimento". Em julho de 1976, Betty Ford o convidou para comparecer ao jantar do bicentenário da Rainha Elizabeth II na Casa Branca e para fazer um discurso apresentando-a na Convenção Nacional Republicana em Kansas City no mês seguinte. Ele sediou a homenagem do American Film Institute a Alfred Hitchcock e presenteou Laurence Olivier com seu Oscar honorário em 1979.
Em 1995, mais de 100 diretores de cinema foram convidados a revelar seu ator favorito de todos os tempos em uma pesquisa da Time Out e Cary Grant ficou em segundo lugar, atrás apenas de Marlon Brando. Em dezembro de 2001, uma estátua do artista construída por Graham Ibbeson foi inaugurada na Millennium Square uma área regenerada próxima ao Porto de Bristol na cidade onde nasceu. No ano de 2005, Grant novamente ficou em primeiro lugar na lista da revista Premiere das "50 Maiores Estrelas de Cinema de Todos os Tempos". O festival bienal Cary Comes Home foi criado em 2014 em sua cidade natal, Bristol.
Há uma rua com o nome do ator em San Antonio, Texas. Em novembro de 2024, uma Blue plaque nacional da Historic England foi inaugurada em uma das sua casa de infância em 50 Berkeley Road, Bishopston em Bristol onde viveu dos quatro aos seis anos, pelo Ministro da Infraestrutura, Sir Chris Bryant.

## Filmografia

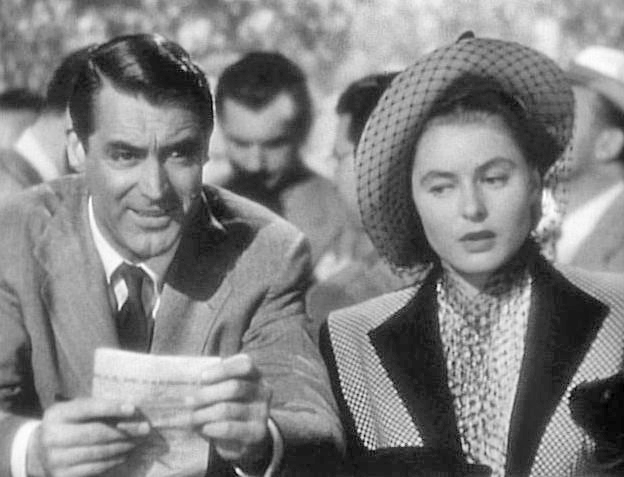
Cary Grant e Ingrid Bergman em Notorious (1946).

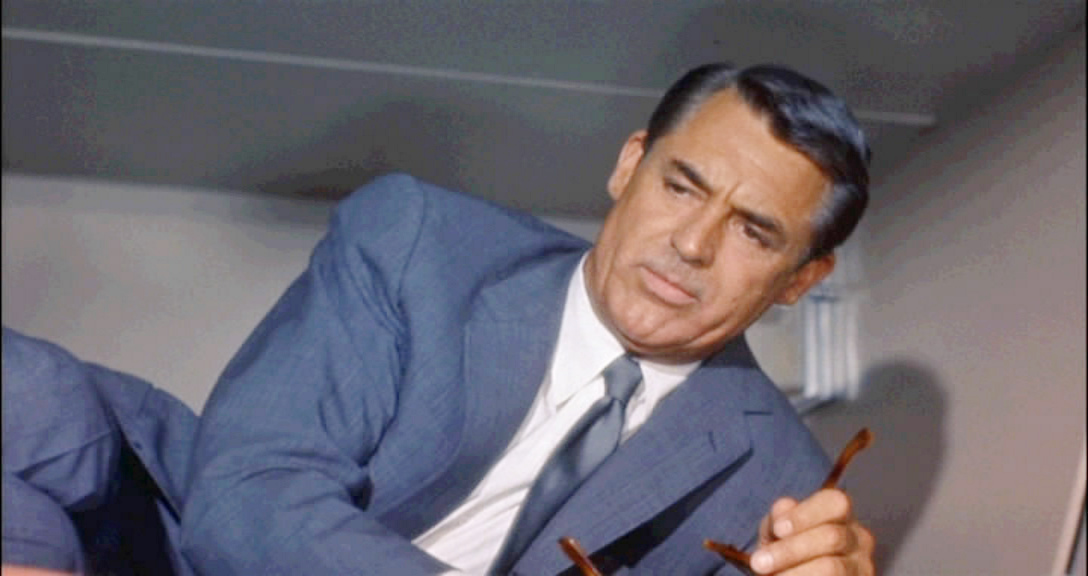
Cary Grant em North by Northwest (1959).

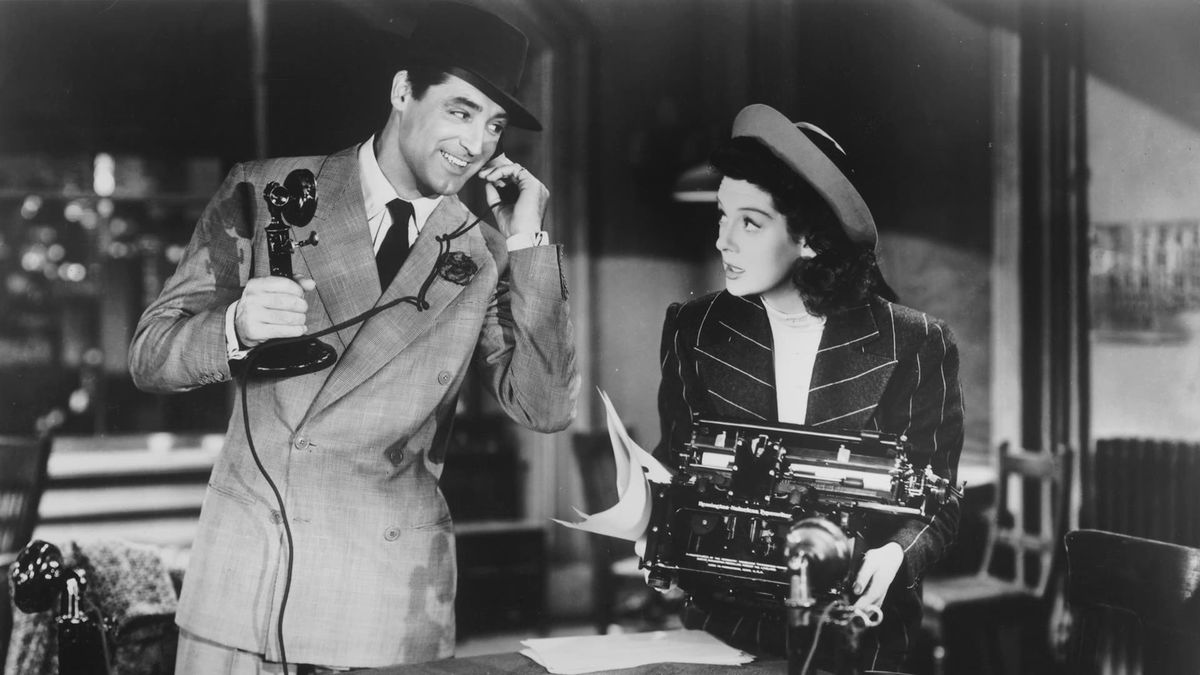
Cary Grant e Rosalind Russell em His Girl Friday (1940).

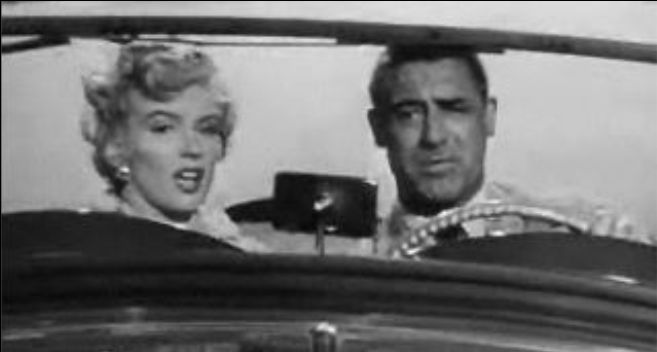
Cary Grant e Marilyn Monroe em Monkey Business (1952).

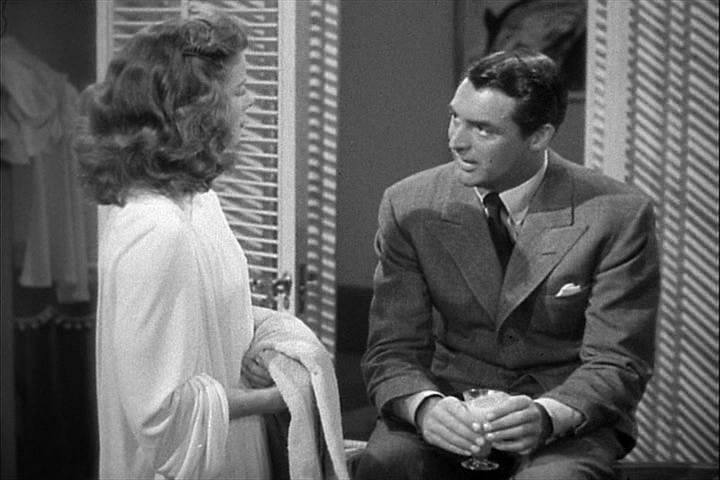
Cary Grant e Katharine Hepburn em The Philadelphia Story (1940).

- 1932 - Blonde Venus (br: A Vênus Loira / pt: A Vénus Loira)
- 1932 - Devil and the Deep (br: Entre Duas Águas / pt:)
- 1932 - Hot Saturday (br: Sábado Alegre / pt:)
- 1932 - Madame Butterfly (br: Madame Butterfly / pt:)
- 1932 - Quando a Mulher Se Opõe
- 1932 - Singapore Sue
- 1932 - Sinners in the Sun (br: Tu És a Única / pt:)
- 1932 - This Is the Night (br: Esposa Improvisada / pt:)
- 1933 - Alice in Wonderland (br: Alice no país das maravilhas / pt:)
- 1933 - Gambling Ship (br: Cassino Flutuante / pt:)
- 1933 - I'm No Angel (br: Santa Não Sou / pt: Não Sou Um Anjo)
- 1933 - Uma Loira para Três
- 1933 - The Eagle and the Hawk (br: Os Dragões da Morte / pt:)
- 1933 - The Woman Accused (br: Seis Dias de Amor / pt:)
- 1934 - Born to Be Bad (br: Nascida para o Mal / pt:)
- 1934 - Kiss and Make-Up (br: O Templo da Beleza / pt:)
- 1934 - Ladies Should Listen (br: Mulher em Tudo / pt:)
- 1934 - Thirty-Day Princess (br: Princesa por um Mês / pt:)
- 1935 - Enter Madame (br: Entrez, Madame / pt:)
- 1935 - Sylvia Scarlett (br: Vivendo em dúvida / pt: Sylvia Scarlett)
- 1935 - The Last Outpost (br: Guerreiros da África / pt:)
- 1935 - Wings in the Dark (br: Asas nas Trevas / pt:)
- 1936 - Big Brown Eyes (br: Olhos Castanhos / pt: Aqueles Olhos Negros)
- 1936 - Suzy (br: Suzy)
- 1936 - The Amazing Quest of Ernest Bliss
- 1936 - Wedding Present (br: Quase Casados / pt:)
- 1937 - The Awful Truth (br: Cupido é Moleque Teimoso / pt: Com a Verdade Me Enganas)
- 1937 - The Toast of New York (br: O Ídolo de Nova York / pt:)
- 1937 - Topper (filme) (br: Topper e o casal do outro mundo / pt:)
- 1937 - When You're in Love (br: Prelúdio de amor / pt:)
- 1938 - Bringing Up Baby (br: Levada da breca / pt: As duas feras)
- 1938 - Holiday (filme de 1938) (br: Boêmio encantador / pt:)
- 1939 - Gunga Din (br: Gunga Din / pt:)
- 1939 - In Name Only (br: Esposa só no nome / pt:)
- 1939 - Only Angels Have Wings (br: Paraíso infernal / pt:)
- 1940 - His Girl Friday (br: Jejum de amor / pt:)
- 1940 - My Favorite Wife (br: Minha esposa favorita / pt:)
- 1940 - The Howards of Virginia (br: Flama da Liberdade / pt:)
- 1940 - The Philadelphia Story (br: Núpcias de escândalo / pt: Casamento escandaloso)
- 1941 - Penny Serenade (br: Serenata prateada / pt: "Canção da saudade")
- 1941 - Suspicion (br / pt: Suspeita)
- 1942 - Once Upon a Honeymoon (br: Era uma lua-de-mel / pt:)
- 1942 - The Talk of the Town (br: E a vida continua / pt:)
- 1943 - Destination Tokyo (br: Rumo a Tóquio / pt:)
- 1943 - Mr. Lucky (filme) (br: Aventureiro da sorte / pt:)
- 1944 - Arsenic and Old Lace (br: Este mundo é um hospício / pt: O mundo é um manicómio)
- 1944 - None But the Lonely Heart (br: Apenas um coração solitário / pt:
- 1944 - Once Upon a Time (filme) (br: O eterno pretendente / pt:)
- 1946 - Night and Day (br: A canção inesquecível / pt:)
- 1946 - Notorious (br: Interlúdio / pt: Difamação)
- 1947 - The Bachelor and the Bobby-Soxer (br: O solteirão cobiçado / pt:)
- 1947 - The Bishop's Wife (br: Um anjo caiu do céu / pt:)
- 1948 - Every Girl Should Be Married (br: Quero este homem / pt:)
- 1948 - Mr. Blandings Builds His Dream House (br: Lar, meu tormento / pt:)
- 1949 - I Was a Male War Bride (br: A noiva era ele / pt:)
- 1950 - Crisis (filme) (br: Terra em fogo / pt:)
- 1951 - People Will Talk (br: Dizem que é pecado / pt:)
- 1952 - Monkey Business (br: O inventor da mocidade / pt:)
- 1952 - Room for One More (br: Sempre cabe mais um / pt:)
- 1953 - Dream Wife (br: Quem é meu amor? / pt:)
- 1955 - To Catch a Thief (br / pt:Ladrão de casaca)
- 1957 - An Affair to Remember (br: Tarde demais para esquecer / pt: O grande amor da minha vida)
- 1957 - Kiss Them for Me (br: O beijo da despedida / pt:)
- 1957 - The Pride and the Passion (br: Orgulho e paixão / pt:)
- 1958 - Houseboat (br: Tentação morena / pt: Quase nos teus braços)
- 1958 - Indiscreet (br: Indiscreta / pt: "Indiscreto")
- 1959 - North by Northwest (br / pt: Intriga internacional)
- 1959 - Operation Petticoat (br: Anáguas a bordo / pt: "Manobras de saias")
- 1960 - The Grass Is Greener (br: Do outro lado, o pecado / pt: "Ela, ele e o marido")
- 1962 - That Touch of Mink (br: Carícias de luxo / pt: "Caricias de luxo")
- 1963 - Charade (br: Charada / pt:)
- 1964 - Father Goose (br: Papai ganso / pt: "Grão Lobo, chama")
- 1966 - Walk, Don't Run (br:Devagar, não corra / pt:)
- 1970 - Elvis: That's the Way It Is - documentário de Elvis Presley